# 2015년
2015년은 목요일로 시작하는 평년이다.

## 사건

### 1월
- 1월 1일
  - 러시아, 벨라루스, 카자흐스탄, 아르메니아, 키르기스스탄 등 5개국이 유라시아 경제 연합(Eurasian Economic Union)을 출범시켰다.
  - 리투아니아가 유로존에 19번째로 가입하였다.
  - 필리핀 전역에서 무분별한 폭죽놀이로 385명이 부상당하였다.
- 1월 2일
  - 영국 블루아일랜즈항공 소속 여객기가 엔진에서 화재가 발생해 런던 사우스앤드 공항에 비상착륙하였다. 승객 28명은 전원 무사하였다.
  - 미국 켄터키주 남서부를 비행하고 있던 파이퍼 PA-34 세네카 경비행기가 추락해 조종사 포함 4명이 사망하였다. 일가족 4명 중 7살 소녀는 기적적으로 살아남았다.
- 1월 3일 - 나이지리아 바가에서 보코 하람이 학살을 저질러 2,000명이 사망했다.
- 1월 4일 - 영국 솔런트 해협 와이트섬 근처에서 5만 1천톤급 싱가포르 선적 화물선인 호그 오사카 호가 좌초되었으나 선원 35명은 전원 구조되었다.
- 1월 6일 - 대한민국 국회에서 세월호 특별법이 참사 발생 265일만에 타결되었다.
- 1월 7일 - 프랑스 파리에서 주간지 샤를리 엡도 사무실에 이슬람 세력 괴한이 침입하여 총격을 가해 경찰 등 12명이 사망하였다.
- 1월 8일 - 인천광역시 연수구 송도국제도시에 있는 아파트내 어린이집에서 보육교사가 4살배기 아이를 폭행하는 사건이 발생했다.
- 1월 10일
  - 경기도 의정부시 의정부동의 아파트에서 대형화재가 발생하여 5명이 사망하고 125명이 부상을 입었다.
  - 나이지리아 북부 보르노주 마이두구리의 한 시장에서 보코 하람 소행으로 자살폭탄테러가 나서 20명이 사망하고 18명이 부상을 입었다.
- 1월 12일
  - 경기도 파주시 LG디스플레이 공장에서 질소 가스누출이 발생해 6명의 사상자가 발생하였다.
  - 아르메니아 귬리에서 학살이 발생해 7명이 사망했다.
- 1월 14일 - 중국 쓰촨성 러산 시 진커우허 구에서 규모 5.0의 지진이 발생해 2명이 부상을 입었다.
- 1월 16일 - 강원도 횡성군 공근면 공근리에 있는 중앙고속도로 부산방면 345KM 지점에서 43중 추돌사고가 발생하였다.
- 1월 22일 - 미국 하와이 오아후섬 앞바다에서 예인선 나라니 호가 침몰하였다. 이 사고로 경유가 유출되어서 4.8km의 기름띠가 형성되었다.
- 1월 23일 - 인도 동북부 비하르주 아라흐에 있는 법원에서 폭탄이 터져 2명이 사망하고 17명이 부상을 입었다.
- 1월 25일 - 그리스 총선에서 긴축에 반대하는 급진좌파연합인 시리자가 압승을 거두었다. 이로서 사상 첫 급진좌파 정부의 시대가 열렸다.
- 1월 26일
  - 대한민국 대법원 2부는 1974년에 발생한 울릉도 간첩단 사건으로 처벌받은 5명의 재심에서 41년만에 전원 무죄를 선고한 원심을 확정지었다.
  - 그리스의 F-16 전투기 한 대가 스페인 남부에 있는 로스 야노스(Los Llanos) 군사기지에 추락해 20여 명의 사상자가 발생했다.
- 1월 27일 - IS 추정 세력이 리비아 트리폴리 5성급 호텔을 습격해서 총격을 난사, 10명이 사망하였다.
- 1월 29일 - 이집트 시나이반도에서 극단주의 무장단체 IS가 박격포 공격과 차량 폭탄테러로 40여명이 사망하였다.
- 1월 30일 - 파키스탄 남부 신드주 시카르푸르의 한 사원에서 IS 추정 무장단체가 테러 공격을 벌여 56명이 사망하였다.
- 1월 31일 - sake L이 '노동요'라는 동영상을 업로드했다.

### 2월
- 2월 1일 - 대한민국 해군 제9잠수함전단이 소장급 장교가 지휘하는 잠수함사령부로 승격되었다.
- 2월 4일 - 대만 타이베이 쑹산 공항을 출발해서 진먼 공항으로 향하던 트랜스아시아항공 ATR 72-600 여객기가 지룽강에 추락해서 48명이 사망하였다.
- 2월 5일
  - 요르단이 IS가 자국 공군 조종사를 살해한 것에 대한 보복 공습을 시작하였다.
  - 나이지리아 보코하람이 퇴각 도중 카메룬에서 민간인 91명을 학살하였다.
- 2월 7일 - 슬로바키아에서 동성결혼 국민투표가 열렸다.
- 2월 8일
  - 제57회 그래미상 시상식이 미국 로스앤젤레스 스테이플스 센터에서 열렸다.
  - 북한이 원산 일대에서 단거리 전술 미사일 5발을 동해상으로 발사하였다.
- 2월 9일 - 토니 애벗이 오스트레일리아 총리 재신임에 성공했다.
- 2월 11일 - 인천광역시 영종대교에서 106중 연쇄 추돌 사고가 발생하였다. 이 사고로 2명이 사망하고 65명이 부상을 입었다.
- 2월 12일 - 제재를 통해 테러단체들과의 불법 석유거래를 중단시켜야 한다는 내용을 골자로 한 UN 결의안 2199가 유엔 안전 보장 이사회에서 러시아의 주도로 통과되었다.
- 2월 13일
  - 미얀마 양곤 국제공항에서 대한항공 472편이 태국 방콕 항공 소속 여객기와 충돌하였으나 인명 피해는 없었다.
  - 멕시코 누에보레온주에서 화물열차와 버스가 충돌해 16명이 사망하고 30여 명이 부상을 입었다.
- 2월 14일 - 덴마크 코펜하겐에서 표현의 자유 토론회 도중, 총격을 가하는 사건이 발생했다. 이 과정에서 1명이 사망하고 6명이 부상을 입었다.
- 2월 15일 - 크로아티아 제4대 대통령으로 콜린다 그라바르키타로비치가 당선되었다.
- 2월 16일 - 대한민국과 일본이 체결한 통화 스와프가 14년만에 중단되었다.
- 2월 17일
  - 아이티의 수도 포르토프랭스에서 연례 카니발 행사 도중 행진용 차량에서 감전사고가 발생해 최소 20명이 사망하고 46명이 부상을 입었다.
  - 일본 도호쿠 지방 이와테현 앞바다에서 규모 5.7의 지진이 발생하였다.
- 2월 21일 - 아랍에미리트 두바이의 79층 초고층 빌딩인 더 마리나 토치 50층 부근에서 화재가 발생하였으나 인명 피해는 없었다.
- 2월 22일 - 방글라데시 다카에서 서쪽으로 90 km 떨어진 파드마강에서 150여명의 승객이 타고 있던 페리가 전복되었다. 이 사고로 100여명이 실종하였다.
- 2월 24일
  - 미국 캘리포니아주 벤투라 카운티 옥스나드 시에서 통근 열차가 트레일러와 충돌하면서 28명이 부상을 입었다.
  - 이라크 바그다드 남동쪽에 있는 지스르 디얄라지역에서 폭탄 테러가 발생 40여명이 사망하고 96명이 부상을 입었다.
- 2월 26일 - 대한민국 헌법재판소가 1953년 제정된 간통죄를 위헌으로 판결했다.
- 2월 27일
  - 미국 중서부 미주리주 타이론 지역에서 총격사건이 발생해 8명이 사망하였다.
  - 원자력안전위원회는 '월성 1호기 계속운전허가(안)'에 심의 후 표결을 통해 계속 운전하기로 결정, 월성1호기는 설계수명이 종료된 2012년 이후 재가동하고 있다.
  - 러시아의 야당 지도자이자 푸틴 러시아 대동령의 정적인 보리스 넴초프가 총에 맞아 암살되었다.

### 3월
- 3월 2일 - 조선민주주의인민공화국은 키 리졸브훈련이 시작한 날, 단거리 탄도미사일 두 발을 남포직할시 일대에서 동해로 발사하였다.
- 3월 3일 - 대한민국 국회에서 부정청탁 및 금품등 수수의 금지에 관한 법률이 통과되었다.
- 3월 5일
  - 서울특별시 종로구 세종문화회관에서 마크 리퍼트 주한 미국 대사가 김기종의 흉기에 부상당하는 사건이 발생했다.
  - 미국 애틀랜타에서 출발해 뉴욕에 도착한 델타항공 1086편이 활주로를 이탈, 바다 앞에서 멈추었다. 이 사건으로 인명 피해는 없었다.
  - 미국의 배우 해리슨 포드가 조종하던 경비행기(Ryan Aeronautical ST3KR)가 LA 근교의 펜마르 골프장(Penmar Golf Course)에 불시착했다. 이 사고로 그는 중상을 입었다.
- 3월 6일 - 이슬람 국가(IS)가 니나와주의 님루드 궁전을 파괴했다.
- 3월 10일 - 튀르키예 데니즐리 주 파묵칼레 지역에서 한국인이 타고 있는 열기구가 추락해서 12명이 부상을 입었다.
- 3월 11일 - 러시아 카잔의 대형 쇼핑몰에서 화재가 발생해 30명이 사망하였다.
- 3월 13일
  - 전라남도 신안군 가거도에서 해양경찰 소속 헬기가 추락해 3명이 사망하고 1명이 실종되었다.
  - 미얀마 서부해역 미에본 지역에서 200여명을 태운 여객선 아웅 타콘 3호가 침몰해서 최소 21명이 사망하였다.
- 3월 17일 - 2015년 이스라엘 의회 선거에서 베냐민 네타냐후 총리가 이끄는 리쿠르당이 낙승을 거두었다.
- 3월 18일
  - 아프리카 서북부 말리에서 유엔평화유지군소속 헬기가 추락해 네덜란드인 2명이 사망하였다.
  - 튀니지 국회의사당 인근 바르드 국립박물관에 무장괴한이 침입해 총기를 난사하였다. 이 과정에서 관광객을 포함해서 21명이 사망하였다.
- 3월 20일
  - 인도 북부 우타르 프레다시에서 열차가 탈선해 30여명이 숨지고 150여명이 부상을 입었다.
  - 예멘 사나의 한 모스크 사원에서 폭탄테러가 발생해 137명이 사망하고 300여명이 부상을 입었다.
- 3월 22일 - 인천광역시 강화군 소재 동막해수욕장 부근에 마련된 야영지(캠핑장)에서 화재 사고가 발생하여 5명이 사망하고, 2명이 부상을 입었다.
- 3월 23일 - 대한민국과 뉴질랜드가 정식으로 자유무역협정에 정식으로 서명하였다.
- 3월 24일
  - 스페인 바르셀로나에서 독일 뒤셀도르프로 향하는 저먼 윙스 에어버스 A320여객기 9525편이 프랑스 남부 알프스에서 추락해 탑승자 150명(승무원 6명 포함) 전원이 사망하였다.
  - 인도 서부 고아 해군기지에서 인도 해군 소속 도르니에 해상 초계기가 추락해 2명이 실종되고, 1명이 구조되었다.
- 3월 26일
  - 대한민국의 다섯번째 다목적실용위성인 아리랑 3A호가 러시아의 야스니 발사장(Yasny launch base)에서 성공적으로 발사됐다.
  - 대한민국이 아시아인프라투자은행의 정식 가입을 결정지었다. 이렇게 해서 35번째 가입국이 되었다.
- 3월 28일 - 나이지리아 대선이 실시 와중에 보코하람의 테러가 발생해 대의원 등 41명이 사망하였다.
- 3월 29일 - 에어캐나다 에어버스 A320 여객기가 노바스코샤주 핼리팩스 공항에 착륙하려다 활주로가 미끄러져 탑승객 138명 중 25명이 부상을 입었다.

### 4월
- 4월 1일 - 독일에서 태풍 니클라스가 강타해 적어도 9명이 사망하였다.
- 4월 2일
  - 러시아 극동 캄차카반도 인근 오호츠크해에서 저인망 어선이 침몰해 132명의 선원 중 56명이 사망하였다.
  - 케냐 동부 가리사 대학 캠퍼스에 소말리아 이슬람 극단주의 알샤바브 무장단체가 테러를 감행해 147명이 사망하였다.
  - 스위스 로잔에서 미국과 유럽연합이 이란 핵협상이 잠정 합의안에 최종 합의하여 13년만에 타결되었다.
- 4월 3일
  - 조선민주주의인민공화국이 평안북도 철산군 동창리 일대에서 단거리 미사일을 서해로 4발 발사하였다.
  - 브라질 리우데자네이루 북부 콤플레수 두 알레마웅 빈민가에서 총격전이 계속되어 4명이 사망하고 3명이 총상을 입었다.
- 4월 4일 - 말레이시아에서 자말루딘 자르지스의원 외 4명을 태운 헬기가 쿠알라룸푸르 남부의 한 고무농장에 추락해 6명이 사망하였다.
- 4월 6일 - 중국 푸젠성 정저우시에 있는 화학공장에서 기름 누출로 폭발사고가 발생해 3만여명이 대피하였다.
- 4월 7일
  - 전라남도 무안군 무안국제공항에서 미국 공군 전투기가 불시착하였다. 이 과정에서 유독물질이 유출되었으나, 조종사 2명은 무사하였다.
  - 미국 메릴랜드주 남부의 송전시설 사고로 워싱턴 D.C.에서 돌발 정전이 일어났다. 하지만 인명 피해는 없었다.
- 4월 8일 - 경기도 안산시 시화호에서 40대 중국 여성을 살해하고 시신을 유기한 토막살인범 김하일이 체포되었다.
- 4월 9일 - 이명박 정부의 자원외교 비리와 관련되어 수사를 받던 성완종 경남기업 회장이 스스로 목숨을 끊었다. 시신 수습 과정에서 주요 정치인들의 비리 의혹이 담긴 ‘성완종 리스트’가 발견되었다.
- 4월 10일 - 모로코 북부 지역에서 운동선수를 단 버스가 트럭과 정면 충돌해 31명이 사망하였다.
- 4월 11일 - 미국과 쿠바가 파나마의 수도 파나마 시티에서 59년만에 정상회담을 가졌다.
- 4월 12일 - 리비아 트리폴리에 대한민국 대사관에 IS로 추정되는 무장괴한의 총격으로 인해 현지인 경비원 2명이 사망하였지만 한국인의 피해는 없었다.
- 4월 14일 - 일본 히로시마현 히로시마 공항에서 아시아나항공 A320 여객기가 활주로 이탈 사고로 23명이 부상을 입었지만 사망자는 없었다.
- 4월 19일 - 리비아에서 출발한 난민선이 지중해에서 전복하여 600~700여명이 사망하였다.[1]
- 4월 20일
  - 그리스 남동부 에게해 로데스섬 앞에서 200여명을 태운 배가 침몰해 3명이 사망하였다.
  - 타이완 동부 해역과 일본 오키나와현 요나구니지마 근해에서 6.3과 6.8의 지진이 발생하였으나 큰 피해는 없었다.
  - 중화인민공화국과 파키스탄이 양국 관계를 ‘전천후(全天候)’ 전략적 협력 동반자 관계로 격상시키기로 합의했다.
- 4월 21일 - 오시마 다다모리가 일본 중의원 신임 의장으로 선출되었다.
- 4월 22일
  - 대한민국과 미국이 4년 6개월만에 한미원자력협정을 타결지었다. 이로서 우라늄 저농축과 재처리할 길이 열렸다.
  - 칠레 남부 칼부코 화산이 42년만에 폭발해 1,500명 주민들이 긴급 대피하였다.
- 4월 24일 - 애플워치 판매가 시작되었다.
- 4월 25일 - 네팔 포카라에서 동쪽으로 80km 떨어진 지점에서 7.8의 강진이 발생하여 수천명이 사망하거나 다쳤다.
- 4월 27일 - 이완구 국무총리가 정식으로 이임식을 가지고 사퇴하였다.
- 4월 28일
  - 아프가니스탄 북동부 바다크샨 주의 오지에서 산사태가 발생해 최소 52명이 사망하였다.
  - 미국의 볼티모어에서 일부 흑인들을 중심으로 대규모 폭동이 발생하였다. 도시 전체에 비상사태가 선포되고, 통행금지령이 내려졌다.
- 4월 29일 - 대한민국에서 실시된 재보궐선거에서 집권 여당인 새누리당이 압도적으로 승리하였다.
- 4월 30일 - 경기도 이천시 SK 하이닉스 이천공장 신축공사장에서 가스가 누출되어 3명이 사망하였다.

### 5월
- 5월 1일 - 파푸아뉴기니 일대에서 규모 6.8의 강진이 발생했으나, 피해는 보고되지 않았다.
- 5월 3일
  - 미국 라스베이거스에서 이루어진 플로이드 메이웨더 주니어와 매니 파퀴아오의 대결에서 플로이드 메이웨더 주니어가 판정승을 거두었다.
  - 부룬디에서 대규모의 반정부 시위가 발생하였다.
- 5월 4일 - 대한민국 정부가 6.15 남북공동선언 15주년 공동행사를 위한 남북 사전 접촉을 5년만에 허가하였다.
- 5월 5일 - 파푸아뉴기니에서 규모 7.4의 강진이 발생하여 쓰나미 경보가 발령되었다.
- 5월 6일 - 대한민국의 대법관 후보인 박상옥의 임명 동의안이 100일 만에 통과되었다.
- 5월 7일
  - 코스타리카 수도 산호세에서 동쪽으로 35 km 떨어진 투리알바 화산이 폭발하였다. 화산재는 높이 2,500m까지 치솟았다.
  - 영국 총선에서 집권 여당인 보수당이 과반을 넘는 331석을 확보해 완승하였다.
- 5월 8일
  - 파키스탄에서 헬기 추락사고가 나서 노르웨이 대사와 필리핀 대사 등 6명이 사망하였다.
  - 이라크의 교도소에서 폭동이 일어나 100여명이 숨지거나 탈옥하였다.
- 5월 9일
  - 조선중앙통신은 조선민주주의인민공화국이 잠수함 탄도미사일 발사에 성공하였다고 보도했다.
  - 조선민주주의인민공화국이 동해상으로 함대함 미사일 KN-01 3발을 발사하였다.
  - 청와대가 이틀간 계속되는 북한의 도발 위협에 긴급 국가안전보장회의 (NSC) 상임위원회를 소집하였다.
- 5월 11일 - 리비아 인근 공해상에서 튀르키예 선적의 배가 공중 폭격을 받아 2명의 사상자가 발생하였다.
- 5월 12일 - 네팔 에베레스트 산 인근에서 규모 7.3의 강진이 일어나, 수십명의 사망자와 천여명의 부상자가 발생하였다.
- 5월 13일
  - 서울특별시 서초구에 있는 대한민국 육군 52사단 예비군 훈련장에서 총기사고가 발생해 5명의 사상자가 발생했다.
  - 미국 필라델피아에서 암트랙 열차가 탈선해 8명이 사망하고 135명이 부상을 입었다.
- 5월 14일 - 일본 아베 신조 총리 주재로 국무회의를 개최, 집단자위권법안을 각의결정하였다.
- 5월 16일 - 이집트 무함마드 무르시 전 대통령에게 탈옥 혐의로 사형이 선고되었다.
- 5월 17일 - 미국 하와이에서 훈련 중이던 미 해병대의 수직이착륙 수송기 MV22 오스프리가 착륙에 실패, 20여 명의 사상자가 발생했다.
- 5월 18일 - 대한민국과 인도는 양국 관계를 특별 전략적 동반자 관계로 격상하는 데 합의했다.
- 5월 20일
  - 중국 남부 도시 구이저우성 구이양 시의 9층 아파트가 붕괴되어서 21명이 매몰되고 93명이 구조되었다.
  - 대한민국에서 국내 첫 중동호흡기증후군(메르스) 감염자인 1번 환자가 발생, 메르스 확진 판정을 받았다.
- 5월 22일 - 대한민국과 조선민주주의인민공화국이 2개월간 갈등을 빚었던 개성공단 임금인상 문제를 타결지었다.
- 5월 23일 - 대한민국과 일본이 도쿄에서 2년 반만에 재무장관 회의를 개최하였다.
- 5월 25일
  - 경기도 김포시 제일모직 물류센터에서 화재가 발생해 1명이 사망하였다.
  - 일본 사이타마현에서 규모 5.6의 강진이 발생하였다. 이 때문에 나리타 국제공항의 활주로가 한 때 폐쇄되고 도쿄에서 진동이 감지되었다.
- 5월 26일 - 대한민국의 13인조 보이그룹 세븐틴이 데뷔 하였다.
- 5월 27일 - 미국 육군이 탄저균 샘플을 미국 내 다른 연구기관으로 잘못 보냈다. 이어 주한미군 오산 공군기지에서까지 배달되어 22명이 노출되었으나 감염 증상이 없었고 탄저균 샘플은 규정에 따라 폐기 처분하였다.
- 5월 29일
  - 일본 가고시마현 남쪽에 위치한 섬 구치노에라부지마 산 정상 부근에 화산 폭발이 발생해 인근 섬 주민들이 긴급 대피하였다.
  - 미국 알래스카주 남서부 해안에서 규모 7의 강진이 발생하였다.
- 5월 30일 - 일본 오가사와라 제도에서 규모 8.5의 강진이 발생하였다. 도쿄 건물도 흔들림을 보였으나 쓰나미 피해는 없었다.
- 5월 31일 - 1964년부터 시작된 사법 역사의 치욕으로 남아있던 인혁당 사건이 반 세기만에 재판이 마무리되었다.

### 6월
- 6월 1일
  - 중동호흡기증후군 코로나바이러스(메르스)(Middle East respiratory syndrome coronavirus) 최초 발병 환자와 접촉한 후 유사한 증세를 앓아온 25번 환자가 경기도 화성시의 동탄성심 병원에서 입원 중 사망했다. 메르스로 인한 사망자가 1명이 되었다.
  - 중국 후베이성 젠리 현 부근 양쯔 강에서 둥팡즈싱 호가 침몰해 456명 중 14명이 구조되었고, 65명이 사망하였고, 377명은 실종되었다.
- 6월 5일 - 말레이시아 보르네오섬에서 규모 5.9의 지진이 발생해 13명이 사망하였다.
- 6월 9일
  - 세계 보건 기구(WHO)와 대한민국 정부의 공동조사단이 국내 메르스 확산 사태 대응을 위한 공동조사 활동을 시작했다.
  - 중화민국 보건 당국(위생복리부 질병관제서, CDC)이 중동호흡기증후군이 확산되고 있는 대한민국 전역에 '홍색' 여행 경보를 발령했다.
  - 부산광역시 기장군에 있는 고리 원자력 1호기가 영구 정지되어서 37년만에 역사 속으로 사라지게 되었다.
- 6월 17일 - 백인 우월주의에 빠진 청년 딜런 루프(Dylann Roof)가 미국 사우스캐롤라이나주 찰스턴의 이매뉴얼 아프리칸 감리교회에서 총기를 난사 흑인신도 9명이 사망하고 3명이 중상을 입었다.
- 6월 23일
  - 제주특별자치도 제주시에서 카페리 여객선 레드펄호가 추자도에서 좌초되었다. 이 여객선에서는 승객과 승무원 123명이 타고 있었으며 모두 구조되었다.
  - 유엔인권사무소가 서울특별시에 공식 개소하였다.
- 6월 25일 - 박근혜 대통령이, 법률에 위반한 시행령에 대한 수정 요청 권한을 규정한 국회법 개정안에 대해 거부권을 행사하면서, 국무회의 석상에서 여당 의원들을 향해 "배신의 정치", "국민이 심판해 주셔야 한다"는 등의 표현을 사용해 비난했다.
- 6월 26일
  - IS 추종자에 의해 튀니지 수스의 호텔 해변에서 테러가 발생하여 40명 이상이 사망하였다.
  - 미국 연방 대법원에서 미국 전 주에서 동성결혼이 합법임을 판결했다.
- 6월 27일 - 타이완 신베이시의 워터파크에서 폭발 사고가 발생하여 1명이 사망하고 약 500명이 부상을 입었다.
- 6월 29일 - 대구광역시 북구 검단동 검단공단에서 큰 불이나서 대응 1단계를 발령하였다.
- 6월 30일
  - 한강 잠실수중보 하류구간(잠실대교 ∼ 행주대교)에 15년만에 녹조로 인한 조류경보가 발령되었다.
  - 인도네시아 메단 부근에서 록히드 C-130 허큘리스 군용 수송기가 추락하여 지상에 있던 22명 포함, 총 143명이 사망하였다.

### 7월
- 7월 1일 - 중국 지린성에서 지방행정연수원 공무원들이 탄 버스가 추락해 11명이 사망하였다.
- 7월 2일 - 필리핀 중부 오르모크에서 세부로 가던 선박이 전복되어서 158명이 구조되고 62명이 사망하였다.
- 7월 13일
  - 유로존 정상들은 그리스가 추가 개혁안을 이행하는 조건으로 3차 구제금융에 협의하였다.
  - 경상북도 경주시 양북면 방사성폐기물 16드럼을 국내 처음으로 처분하였다.
- 7월 14일 - 오스트리아 빈에서 유럽연합과 미국, 이란이 핵 협상을 13년만에 타결지었다.
- 7월 15일 - 제주특별자치도 서귀포시 중문에서 요트가 파도에 휩쓸려 좌초되었다가 30여명이 전원 구조되었다.
- 7월 16일 - 일본 아베 신조 총리가 집단자위권 법안을 중의원에서 만장일치로 통과하였다.
- 7월 17일
  - 전라남도 여수시 남산동의 한 조선소에서 폭발사고가 발생해 1명이 사망하고, 19명이 부상을 입었다.
  - 삼성물산과 제일모직이 70%의 압도적인 찬성으로 최종 합병되었다.
- 7월 18일 - 인도 오디샤주 푸리에서 힌두교 축제 행사로 2명이 사망하고 20여명이 부상을 입었다.
- 7월 21일 - 타지키스탄 고르노바다흐샨 자치주에서 연속 폭우로 주민 3명이 사망하고, 약 300만 달러에 달하는 재산 피해가 발생하였다.
- 7월 24일 - 대한민국 국회에서 중동호흡기증후군 및 가뭄 피해 대책 추경안이 국회 본 회의를 통과하였다.
- 7월 25일 - 카메룬 북부 마루아 지역에서 보코하람의 소행으로 자살폭탄 테러가 발생해 10여명 이상이 사망하고 62명이 부상을 입었다.
- 7월 26일 - 일본 도쿄도 조후시에 한 주택가에 파이퍼 PA-46 경비행기가 추락해 3명이 사망하였다.
- 7월 27일 - 대한민국에서 중동호흡기증후군 1만6천693번째 마지막 자가격리자가 격리에서 해제되었다.
- 7월 28일 - 황교안 국무총리가 중동호흡기증후군을 사실상 종식 선언하였다.
- 7월 29일 - 경상북도 포항시 포스코 인근 가스배관에서 원인을 알 수 없는 폭발음이 생겼다. 이 사고로 인명 피해는 발생하지 않았다.
- 7월 31일
  - 대구광역시 동대구역 환승센터 공사현장이 붕괴되어서 12명이 부상을 입었다.
  - 경상남도 거제시에서 통근 버스가 5m 아래로 추락해 1명이 사망하고 수십명이 부상을 입었다.

### 8월
- 8월 5일
  - 인도 중부 마디아프라데시주에서 열차 2대가 탈선을 해서 32명이 사망하고 70여명이 부상을 입었다.
  - 동아프리카 프랑스령 레위니옹섬에서 발견된 파편이 2014년 3월 실종된 말레이시아 항공 MH370편의 잔해로 확인되었다.
- 8월 7일 - 중화민국 타이베이시와 이란현에 태풍 사우델로르가 강타를 해 5명이 사망 또는 실종, 27명이 부상을 입었다.
- 8월 10일
  - 아프가니스탄 북동부 파이자바드에서 88 km 떨어진 곳에 규모 6.1의 강진이 발생하였다.
  - 경기도 파주시 인근 비무장지대에서 폭발물이 터져 2명이 부상, 원인은 조선민주주의인민공화국이 살상 의도로 군사분계선을 넘어 매설한 목함지뢰로 밝혀졌다.
- 8월 12일 - 중화인민공화국 텐진 빈하이 시구에서 폭발사고가 발생해 44명이 사망하고 520명이 부상을 입었다.
- 8월 16일 - 인도네시아 동부 파푸아주에서 트라가나 항공 ATR 42-300 여객기가 승객과 승무원 54명을 태우고 옥시빌로 향하다가 추락해 탑승객 전원이 사망하였다.
- 8월 17일 - 태국 방콕 도심의 유명 관광명소 에라완(Erawan) 사원 근처에서 폭탄이 터져 수십 명의 사상자가 발생했다.
- 8월 20일
  - 한명숙 전 국무총리가 대법원에서 징역 2년과 추징금 8억 8천만원이 확정되어, 실형선고와 함께 국회의원직을 잃었고, 법정구속하게 되었다.
  - 조선민주주의인민공화국이 경기도 연천군의 한 야산에 포격 도발을 하였다.
- 8월 24일
  - 달러환율이 장중 1200원을 돌파하고 1199원으로 거래를 마쳐 5년만에 최고치로 마감했다.
  - 영국 남부에서 에어쇼 도중 전투기(Hunter T.7)가 간선도로에 추락하면서 차량과 충돌해 사망 7명 포함, 22명의 사상자가 발생했다.
- 8월 25일 - 서울특별시 은평구 진관동 구파발 검문소에서 총기 오발 사고가 발생해 1명이 사망하였다.
- 8월 26일 - 미국 버지니아주의 한 지역 방송국 소속의 기자와 카메라맨이 생방송으로 한 시민과 인터뷰하던 중 벌어진 총격으로 기자와 카메라맨이 사망하고 인터뷰 중이던 시민이 부상당했다. 다행히 그 시민은 목숨을 건졌다.
- 8월 27일 - 조선민주주의인민공화국 함경북도 나선시에서 제15호 태풍이 지나가 40여명이 사망하고 1만 1천명의 이재민이 발생하였다.

### 9월
- 9월 1일 - 서울특별시 양천구에 있는 중학교에서 부탄가스 테러가 발생하여, 학교 내의 기물이 파손되었다.
- 9월 2일 - 튀르키예 보드룸 해안에서 3세 시리아 난민 아이인 '알란 쿠르디'의 시신이 발견되었다.
- 9월 3일
  - 경기도 용인시 수지구의 수도권고속철도 공사현장에서 추락사고가 발생해 2명의 사상자가 발생하였다.
  - 과테말라 대통령 오토 페레스 몰리나가 뇌물 혐의로 체포영장이 발부되자 사임했다.
  - 중화인민공화국에서 전승절을 맞아 대규모 열병식이 열렸다.
- 9월 5일 - 제주특별자치도 추자도 인근 해상에서 낚시어선 돌고래호가 전복되는 사고가 발생했다.
- 9월 7일 - 달러 환율이 5년만에 1200원을 돌파했다.
- 9월 8일 - 일본 아베 신조 총리가 자민당 총재 무투표로 인해 재선이 확정되었다.
- 9월 11일
  - 일본 이바라키현 폭우로 인해 2명이 사망하고 26명이 실종되었다.
  - 사우디아라비아 메카 마스지드 알하람에서 기중기가 붕괴되는 사고가 발생하여 적어도 100명 이상이 사망하였다.
- 9월 12일
  - 인도 페틀라와드의 한 식당에서 폭발 사고가 발생하여 적어도 105명 이상이 사망하였다.
  - 일본 도쿄 만에서 규모 5.2의 강진이 발생해 15명이 부상을 입었다.
- 9월 14일 - 일본 구마모토현 아소 산이 36년만에 화산 폭발이 발생하였다.
- 9월 15일 - 튀르키예 서부 무을라 주에서 그리스로 가던 난민선이 전복되어서 22명이 사망하였다.
- 9월 16일 - 칠레 수도 산티아고 인근에서 규모 8.3의 강진이 발생하였다.
- 9월 17일 - 트렁크 살인사건의 용의자 김일곤이 서울특별시 성동구에서 검거되었다.
- 9월 19일 - 일본 참의원 본회의에서 집단적 자위권 행사를 허용하는 안보법안이 기습적으로 통과하였다
- 9월 20일 - 나이지리아 보르노주에서 연속 폭탄 테러가 발생하여 145명 이상이 사망하였다.
- 9월 22일 - 미국에서 폭스바겐 디젤차의 매연이 40배 이상 많이 나오는 것으로 밝혀지면서 리콜 명령이 내려졌다.
- 9월 23일 - 이태원 햄버거 가게 살인 사건의 피고인 아더 존 패터슨이 대한민국으로 송환되다.
- 9월 24일
  - 인천광역시 부평구에서 묻지마 폭행 사건이 발생하였다.
  - 사우디아라비아의 메카에서 이슬람종교의식인 하즈 도중, 압사 사고로 인하여 최소 700여 명이 사망하였다.
  - 폭스바겐의 CEO 마르틴 빈터코른이 배기가스 조작 스캔들로 사퇴하였다.
  - 미국 워싱턴주 시애틀시 오로라 다리에서 수륙양용 버스와 전세버스와 추돌하여 2명이 사망하고 40여명이 크게 다쳤다.
- 9월 30일 - 중국 광시자치구 류저우 시 류청 현에서 연쇄 폭탄테러가 발생해 7명이 사망하고 51명이 부상을 입었다.

### 10월
- 10월 1일 - 미국 오리건주 로즈버그 엄프콰 커뮤니티 칼리지에서 총기 난사 사건이 발생하여 10명이 사망하였다.
- 10월 3일 - 방글라데시 다카에서 한 일본인이 IS로 추청된 괴한에 피습을 당해 사망하였다.
- 10월 5일
  - 미국 애틀랜타에서 환태평양 경제동반자협정 협상이 오랜 진통 끝에 마침내 타결되었다.
  - 윌리엄 C. 캠벨, 오무라 사토시, 투유유가 2015년 노벨 생리학·의학상을 수상하였다.
- 10월 6일 - 가지타 다카아키, 아서 B. 맥도널드가 2015년 노벨 물리학상을 수상하였다.
- 10월 7일 - 토마스 린달, 폴 L. 모드리치, 아지즈 산자르가 2015년 노벨 화학상을 수상하였다.
- 10월 8일 - 스베틀라나 알렉시예비치가 2015년 노벨 문학상을 수상하였다.
- 10월 9일 - 튀니지 국민 4자 대화 기구가 2015년 노벨 평화상을 수상하였다.
- 10월 10일
  - 튀르키예 앙카라에서 폭탄테러가 발생해 95명이 사망하고 246명이 부상을 입었다.
  - 조선민주주의인민공화국에서 노동당 창건 70주년을 맞아 대규모 열병식이 열렸다.

- 10월 11일 - 벨라루스의 대통령 선거에서 알렉산드르 루카셴코가 5선 연임에 성공하였다.
- 10월 12일
  - 황우여 교육부 장관은 정부세종청사에서 한국사 교과서를 국정화 한다고 발표하였다. 이것은 2017년도부터 적용된다.
  - 성폭행 논란으로 물의를 빚은 대한민국의 국회의원 심학봉이 의원직을 사퇴하다.
- 10월 13일 - 앵거스 디턴이 노벨 경제학상을 수상하였다.
- 10월 19일 - 창원지방검찰청이 스타크래프트 II의 승부조작 혐의로 선수, 감독 등 11명을 기소했다.
- 10월 24일 - 허리케인 파트리샤가 멕시코 서남부 태평양 연안에 상륙해 5만명이 긴급 대피하였다.
- 10월 25일 - 중동호흡기증후군 코로나바이러스 152번 환자가 사망했다. 이로써 메르스로 인한 사망자가 37명으로 늘었다.
- 10월 26일
  - 경상북도 상주시 중부내륙고속도로 상주터널에서 시너를 가득 싣은 트럭이 전복해 폭발사고가 일어나 21명이 중경상을 입었다.
  - 아프가니스탄 북동부 쪽에서 진도 7.7 강진이 발생해 45명의 사망자가 발생하였다.
- 10월 30일 - 중국이 한 아이 정책을 35년만에 폐지했다.
- 10월 31일 - 러시아 여객기 추락사고가 발생하여 224명이 사망하였다.

### 11월
- 11월 3일 - 대한민국 정부가 한국사 교과서 발행체제를 국정으로 확정 고시했다.
- 11월 4일
  - 아프리카 남수단에서 화물기 추락사고가 발생하여 40여명이 사망하였다.
  - 인도네시아 발리섬 동쪽 린자니 산에서 화산이 폭발하였다.
  - 이태원 햄버거 가게 살인 사건의 피고 아서 패터슨에 대한 형사재판이 열렸다.
  - 몰디브 정부가 정정 불안을 이유로, 몰디브 헌법 253조에 의거해 국가 비상사태가 선포되었다.
- 11월 5일 - 한미약품이 프랑스 제약사 사노피와 사상 최대 5조원에 기술 수출을 이루어 내었다,
- 11월 7일 - 중화인민공화국과 중화민국이 싱가포르 샹그릴라 호텔에서 66년만에 정상회담을 가졌다.
- 11월 9일 - 미얀마 총선에서 아웅산 수치여사가 이끄는 민주주의민족동맹이 의원 과반 확보에 성공하였다.
- 11월 13일 - 프랑스 파리에서 이슬람 극단주의(수니파)로 추정되는 세력이 파리 전역에 연쇄 테러를 일으켜 150여 명이 인질이 되고, 120여 명이 사망하였다.
- 11월 14일
  - 일본 규슈 서쪽 해역에서 규모 7.0의 강진이 발생하였다. 일부 지역에서 쓰나미가 발생하였으며, 제주도도 흔들림이 감지되었다.
  - 서울특별시 광화문광장에서 대규모 1차 민중총궐기 시위가 발생하였다.
  - 이 1차 민중총궐기에서 경찰이 쏜 물대포에 맞은 백남기 농민이 쓰러져 병원으로 이송되었으나 이듬해 사망했다.
  - 프랑스 동부 스트라스부르 근교에서 시험운행 중이던 테제베 고속철도 열차가 탈선, 철로 옆 수로에 빠지면서 최소 10명이 숨지는 등 다수의 사상자가 발생했다.
- 11월 20일
  - 경기도 수원시 팔달구 매산로의 한 PC방에서 30대 남성이 흉기 난동을 벌여 1명이 사망하고 3명이 중경상을 입었다.
  - 서아프리카 말리의 고급호텔에서 이슬람 단체가 난입해 인질극이 벌여져 프랑스인 등 3명이 사망하였다.
- 11월 21일 - 미얀마 북부 카친주(州)의 옥(玉) 광산에서 폐광석 더미가 무너져 75명이 사망하고 100여 명이 실종됐다.
- 11월 22일 - 대한민국의 제14대 대통령 김영삼이 서거하였다.
- 11월 23일
  - 일본 도쿄에 있는 야스쿠니 신사 남문 야외화장실에서 폭발이 발생하였다.
  - 강원도 원주시에서 미군 아파치 헬기 추락사고가 발생하여 2명이 사망하였다.
  - 미국 뉴올리언스에서 총기난사가 발생하여 16명이 부상당했다.
- 11월 24일 - 튀르키예에서 러시아 군용기 격추로 인해 1명이 사망하였다.
- 11월 25일 - 중동호흡기증후군 코로나바이러스 80번 환자가 사망했다. 이로써 메르스로 인한 사망자가 38명으로 늘었다.
- 11월 26일
  - 대한민국의 제14대 대통령 김영삼의 영결식이 엄수되었다.
  - 호주 남부 애들레이드의 평원에서 대형 화재가 발생해 5명이 사망하고 가축 2마리도 사망하였다.
  - 포르투갈에서 사회당의 서기장을 지낸 안토니우 코스타가 포르투갈의 총리로 임명을 하였다.
- 11월 30일 - 국제통화기금은 미국 워싱턴 D.C에서 중국 위안화를 기축통화로 편입시켰다.

### 12월
- 12월 2일 - 미국 캘리포니아주 남부 샌버너디노 시의 인랜드 리저널 센터 건물 안에 괴한 3명이 난입 총기 난사 사건, 사망자 14명을 포함해 다수의 사상자가 발생했다.
- 12월 3일 - 서해안고속도로 서해대교에서 주탑 케이블에 화재가 발생해 진화를 벌이던 중 소방관 1명이 사망하고 2명이 부상을 입었다.
- 12월 5일 - 서울광장등 종로와 대학로 일대에서 2차 민중총궐기가 벌어졌다.
- 12월 8일 - 서울특별시 강남구청장 신연희가 구청직원들에게 댓글 여론조작을 벌여 의혹이 제기되었다.
- 12월 9일 - 중화인민공화국 산시성에서 스모그로 인한 33중 연쇄 추돌 사고가 발생해 6명이 사망하였다.
- 12월 10일 - 전라북도 완주군 삼례읍에서 1톤트럭(포터) 모닝차량 등 3중 추돌 사고가 발생하였다.
- 12월 12일 - 러시아 남부 정신병원에서 화재사고로 인해 23명이 사망하고 24명이 부상을 입었다.
- 12월 13일 - 안철수가 새정치민주연합에서 탈당하였다.
- 12월 14일 - 파키스탄 시장서 폭탄 테러가 발생하여 24명이 사망하고 수십명이 부상을 입었다.
- 12월 19일 - 서울특별시 광화문광장에서 3차 민중총궐기가 벌어졌다.
- 12월 20일
  - 인도네시아에서 한국산 T-50 훈련기 추락사고가 발생해 조종사 2명이 사망하였다.
  - 중국 광둥성 선전(深圳)시에서 대규모 산사태가 발생하여 91명이 실종되고 공단 33개동이 매몰되었다.
- 12월 22일 -전라북도 익산시 북쪽 8km 지점에서 리히터 규모 3.9의 지진이 발생하였다.
- 12월 23일 제주항공 소속 항공기가 공중에서 여압장치가 고장나는 사고가 발생하였다.
- 12월 25일
  - 미얀마 북부 카친주 파르칸트 지역 소재의 옥 광산에서 산사태가 발생, 약 50명이 매몰되었다.
  - 아시아 인프라 투자 은행 헌장이 발효되었다.
- 12월 27일 - 위안부 협상이 한일간에 타결되었다.
- 12월 28일 - 새정치민주연합이 더불어민주당으로 당명을 바꾸었다.
- 12월 29일
  - 조선노동당 비서인 김양건이 교통사고로 세상을 떠났다.
  - 대한민국 정부와 일본 정부사이에 위안부 문제에 대하여 최종적이고 불가역적인 합의를 선언했다.

## 문화
- 1월 1일
  - 강릉문화방송과 삼척문화방송이 통합되어 MBC강원영동이라는 새로운 이름의 지상파방송국으로 출범하였다.
  - 대한민국에서 담뱃값이 평균 2천 원씩 대폭 인상되었다.
- 1월 5일 - 보도전문채널 연합뉴스TV 개국.
- 1월 8일 - 걸그룹 쥬얼리가 데뷔 14년 만에 해체되었다.
- 1월 9일 - 2015년 AFC 아시안컵이 호주에서 개막하였다.
- 1월 13일 - 마이크로소프트에서 윈도우 7, 윈도우 서버 2008, 윈도우 서버 2008 R2의 메인스트림 지원을 중단했다.
- 1월 15일 - 걸그룹 여자친구가 데뷔하였다.
- 1월 17일 - 2015년 아프리카 네이션스컵이 적도 기니에서 개막하였다.
- 1월 20일 - 부산 국제단편영화제가 단편 영화제로는 국내 처음으로 아시아영화진흥기구에 가입하였다.
- 1월 31일
  - 미국 플로리다주 오캘러에서 미국여자프로골프 투어에서 최나연 선수가 코츠 골프 챔피언십 우승을 차지하였다.
  - 2015년 AFC 아시안컵이 호주에서 폐막하였다.
- 2월 5일 - 신태용 축구 국가대표팀 코치가 개인적인 사정으로 하차한 이광종 2016년 하계 올림픽 축구 국가대표팀 감독을 대신해 부임하였다.
- 2월 8일
  - 헤이그 국제사격대회에서 한진섭이 창설 38년만에 최초로 3관왕을 달성하였다.
  - 2015년 아프리카 네이션스컵이 적도 기니에서 폐막하였다.
- 2월 9일 - SBS TV 연예 정보 프로그램 한밤의 TV연예가 방송 20주년을 맞이하다 (첫방송: 1995년 2월 9일)
- 2월 11일 - EBS 2TV가 개국하였으며, 기존 EBS TV의 채널명을 EBS 1TV로 변경되었다.
- 2월 22일
  - 미국 캘리포니아주 로스앤젤레스 할리우드 돌비 극장에서 제87회 아카데미상 수상식이 열렸다.
  - 미국 로스앤젤레스 할리우드 돌비 극장에서 거행된 제87회 아카데미 시상식에서 작품상은 버드맨, 남우주연상은 에디 레드메인, 여우주연상은 줄리안 무어, 감독상은 알레한드로 곤잘레스 이냐리투가 수상하였다.
- 3월 1일 - 대한민국의 매일경제TV, BTN라디오 개국.
- 3월 3일 - 공영방송 KBS가 창립 42주년을 맞이하다.
- 3월 4일 - 대전 한밭종합운동장 야구장에 시간당 135kW의 전력을 생산할 수 있는 태양광 발전 설비가 설치되다.
- 3월 5일 - KBO가 미국의 밴디트 룰과 유사한 '최우석 룰'을 만들었다. 신설된 조항에 의거, 스위치 피처 (투수)와 스위치 히터 (타자)가 맞붙을 경우, 투수가 먼저 공을 던질 손을 결정해야 한다.
- 3월 7일
  - 대한민국의 프로축구 1부리그인 K리그의 2015시즌이 개막하였다. 시즌 첫 골은 인천유나이티드의 김도혁선수가 기록했다.
  - 대한민국의 프로야구 1부리그인 2015년 KBO 리그의 시범경기가 개막하였다. 22일까지 진행되고, 사상 첫 주말 시범경기가 유료로 진행하였다.
- 3월 8일 - 미국 대부분의 주에서 2015년도 일광 절약 시간제(서머타임)가 새벽 2시(동부 표준시)부터 시작되었다.
- 3월 11일 - 미국과 쿠바간의 직통전화가 16년만에 재개통되었다.
- 3월 12일 - 가야 고분군이 유네스코 세계유산에 우선 등재 추진대상에 선정되었다.
- 3월 14일 - 일본의 호쿠리쿠 신칸센이 기존의 나가노역에서 가나자와역까지 연장 구간이 개통되었다.
- 3월 16일 - 골프채널 JTBC GOLF 개국.
- 3월 17일
  - MBC 표준FM의 라디오 프로그램 별이 빛나는 밤에가 방송 46주년을 맞이하다.
  - 문화재청은 제주흑돼지를 천연기념물 550호로 지정하였다.
- 3월 19일 - 걸그룹 CLC가 데뷔하였다.
- 3월 24일 - PS4 게임 블러드본이 출시되었다.
- 3월 28일
  - 신생팀 kt 위즈를 포함, 10개 구단이 참가하는 2015년 KBO 리그가 개막하였다.
  - 서울 지하철 9호선 2단계 신논현역 ~ 종합운동장역 연장 구간이 개통되었다.
- 3월 31일 - KT와 LG유플러스가 신규 가입자에게 부과해온 가입비를 폐지함으로써 이동통신 3사의 가입비가 19년만에 전면 폐지됐다.
- 4월 2일
  - 호남고속철도가 개통하였다. 이에 따라 기존의 서대전역부터는 기존선을 이용하는 열차 운행 계통은 익산역까지 운행하는 것으로 단축되었다. 또한, 광주역에는 더 이상 KTX가 정차하지 않으며, 광주송정역으로 열차 운행 계통이 일원화되었다.
  - 경주역 - 포항역 간 신선 개통 및 KTX 영업을 개시했다.
- 4월 4일 - 한국프로농구 KBL 챔피언 결정전 4차전에서 울산 현대모비스 피버스가 원주 DB 프로미를 81대 73으로 꺾고 시리즈 전적 4승으로 통산 6번째 우승을 달성하였다.
- 4월 5일 - 부활절
- 4월 7일 - 에어서울 설립
- 4월 9일 - KBO 리그 두산 베어스의 투수 유네스키 마야가 서울종합운동장 야구장에서 열린 2015년 KBO 리그 넥센 히어로즈와의 홈경기에서 통산 12번째 노히트 노런을 달성했다.
- 4월 12일 - 대구광역시에서 제 7차 세계 물 포럼이 엑스코에서 개막하였다.
- 4월 13일 - 대한민국과 이집트가 정식수교 20주년을 맞이했다.
- 4월 17일 - 대구광역시에서 제 7차 세계 물 포럼이 엑스코에서 폐막하였다.
- 4월 20일 - WM 엔터테인먼트의 첫 걸그룹인 오마이걸이 데뷔하였다.
- 4월 23일 - 대구 도시철도 3호선 칠곡경대병원역 ~ 용지역 전 구간 개통 및 정식 운행
- 4월 24일 - 허블우주망원경이 발사 25주년을 맞이했다.
- 4월 29일 - 한국전력공사가 요르단 알 마나커에 세계 최대 57만3000㎾급 IPP3 디젤발전소인 암만아시아 디젤내연 발전소(Amman Asia Power Plant)를 준공했다.
- 5월 7일 - 루시타니아호 침몰 100주년.
- 5월 10일 - 전라북도 무주군이 2017년 세계태권도선수권대회 개최권을 따냈다.
- 5월 14일 - 대한민국 농촌진흥청이 국제연합이 정한 세계 토양의 해를 맞아 대한민국 흙의 날(3월 11일) 제정 기념식을 개최했다.
- 5월 15일 - 관광과 도박의 도시이자 미국 네바다주 최대의 도시 라스베이거스가 설립 110주년을 맞이했다.
- 5월 20일 - 대한민국의 5인조 남성 아이돌 밴드 그룹 엔플라잉이 데뷔했다.
- 5월 24일
  - KBS 1TV에서 TV쇼 진품명품이 방영 20주년, 1,000회 방송을 맞이했다.
  -  프랑스 칸에서 열린 칸 영화제 시상식에서 프랑스 영화 '디판(Dheepan)'이 황금종려상을 수상했다.
- 5월 30일 - 2015년 FIFA U-20 월드컵이 뉴질랜드에서 개막하였다.
- 6월 1일 - 대한민국의 C` TIME, GMTV 개국.
- 6월 3일 - 삼성 라이온즈의 이승엽 선수가 포항야구장에서 개인 통산 400홈런을 달성하였다.
- 6월 4일 ~ 6월 7일 - 제4회 서울도시농업박람회가 서울광장에서 개막하였다.
- 6월 7일 ~ 6월 8일 - 주요 7개국(G7) 정상회의가 독일 동남부 가르미슈파르텐키르헨 인근 슐로스 엘마우에서 개막하였다.
- 6월 7일 - 2015년 FIFA 여자 월드컵이 캐나다에서 개막하였다.
- 6월 8일
  - 미국 항공우주국(NASA)이 화성 착륙기술을 시험하기 위해 하와이의 미국 해군 태평양 미사일기지에서 화성착륙용 저밀도 초음속 감속기(LDSD)를 쏘아 올렸으나 하강 도중 낙하산이 펴지지 않아 실험에 실패했다.
- 6월 9일 - 걸그룹 비타민엔젤이 데뷔하였다.
  - 대한민국 선학평화상 위원회가 제1회 선학평화상의 공동수상자로 아노테 통 키리바시 대통령과 인도의 모다두구 굽타 박사를 선정했다.
- 6월 10일 - 제7회 아시아 리듬체조 선수권대회가 대한민국 충청북도 제천시에서 개막하였다.
- 6월 11일 - 2015년 코파 아메리카가 칠레에서 개막하였다.
- 6월 13일 - 제7회 아시아 리듬체조 선수권대회가 대한민국 충청북도 제천시에서 폐막하고 폐막식을 끝으로 폐막을 선언하여 막을 내렸다.
- 6월 15일 - 마그나 카르타가 제정 800주년을 맞이했다.
- 6월 16일 - 미국 식품의약국(FDA)이 트랜스지방의 주요 원료인 부분경화유(PHO)를 ‘일반적으로 안전한 것으로 인식되는(GRAS·Generally Recognized As Safe)’ 식품 목록에서 제외했다. 이번 결정으로 2018년 6월 이후, 미국내에서 트랜스지방의 사용이 사실상 전면 금지되고 있다.
- 6월 18일 - 이슬람력으로 아홉 번째 달인 라마단이 시작되었다.
- 6월 20일 - 2015년 FIFA U-20 월드컵이 뉴질랜드에서 폐막하였다.
- 6월 22일 - 동의보감이 국보로 승격되었다.
- 6월 24일
  - 연평해전 (영화)이 개봉되었다.
  - 대한민국의 손해보험회사 LIG손해보험이 KB손해보험으로 사명을 변경하였다.
- 6월 26일 - 애플워치가 오후 2시1분부터 애플 온라인스토어와 리셀러(Reseller) 매장에서 판매가 시작됨으로써 대한민국에 출시되었다.
- 6월 30일
  - 평택제천고속도로 동충주 나들목 ~ 제천 분기점 구간이 개통되었다.
  - 대한민국 방위사업청이 제89회 방위사업추진위원회를 개최, 공군의 KC-X 사업 급유기 기종으로 유럽 에어버스사의 '에어버스 A330 MRTT'를 최종 선정했다.
- 7월 1일 - 대한민국의 채널A플러스, YTN 웨더&라이프 개국.
- 7월 3일 - 2015년 하계 유니버시아드가 대한민국 광주광역시에서 개막하였다.
- 7월 4일
  - 대한민국의 백제역사유적지구가 유네스코 세계유산으로 공식 등재되었다.
  - 2015년 코파 아메리카가 칠레에서 폐막하였다.
- 7월 6일 - 2015년 FIFA 여자 월드컵이 캐나다에서 폐막하였다.
- 7월 9일 - 2015년 FIFA 비치사커 월드컵이 포르투갈 이스피뉴 해변에서 개막하였다.
- 7월 14일
  - 마이크로소프트에서 윈도우 서버 2003, 윈도우 서버 2003 R2의 지원을 종료하였으며, 이와 동시에 인터넷 익스플로러 7, 8도 지원을 종료했다.
  - 2006년 1월 19일 미국 NASA에서 발사한 무인 우주 탐사선 뉴 허라이즌스호가 UTC 기준 오전 11시 49분(한국시간 오후 8시49분) 명왕성의 최근접점을 통과했다. 뉴 허라이즌스에는 명왕성을 발견한 미국의 천문학자 클라이드 톰보의 유골 일부가 실려있다.
  - 2015년 하계 유니버시아드가 대한민국 광주광역시에서 폐막하였다.
- 7월 19일 - 2015년 FIFA 비치사커 월드컵이 포르투갈 이스피뉴 해변에서 폐막하였다.
- 7월 27일 - 진에어가 스카이 인테리어가 적용된 신규제작 보잉737-800을 도입했다.
- 7월 29일 - 마이크로소프트에서 윈도우 10이 발표되었다.
- 7월 31일 - 국제 올림픽 위원회에서 2022년 동계 올림픽 개최지가 중국 베이징시로 결정이 났다.
- 8월 1일 - 대한민국에서 새 우편번호가 6자리에서 5자리로 변경되었다.
- 8월 2일 - 서울특별시 서대문구 금화시범아파트가 44년만에 완전 철거되었다.
- 8월 6일
  - KBO 리그 한화 이글스 투수 에스밀 로저스가 데뷔전 첫경기에서 완투승을 기록했다.
  - 이집트 이스마일리아에서 제 2 수에즈운하가 개통되었다.
- 8월 7일 - 걸그룹 F(x) 멤버 설리가 연기자 전향으로 인해 팀 탈퇴를 선언하며 4인조로 재편하였다.
- 8월 14일 - 대한민국에서 광복절 70주년을 맞아 임시 공휴일로 지정되었다.
- 8월 15일
  - 대한민국 광복 70주년을 맞이하다.
  - 조선민주주의인민공화국이 이날 새벽 0시 30분을 14일 24시 정각으로 전환(UTC+09:00에서 UTC+08:30으로 변경)하면서 표준시를 30분 환원하였다.
- 8월 23일 - 2015년 세계 유소년 태권도 선수권 대회가 대한민국 전라북도 무주군에서 개막하였다.
- 8월 24일 - 걸그룹 에이프릴이 데뷔하였다.
- 8월 26일
  - 2015년 세계 유소년 태권도 선수권 대회가 대한민국 전라북도 무주군에서 폐막하였다.
  - 대한항공이 보잉 747-8i를 국내최초로 도입하였다.
- 9월 1일 - 중국 랴오닝성 단둥시와 선양을 잇는 고속철도가 개통되었다.
- 9월 7일 - 대한민국 서울 경전철 신림선이 착공되었다.
- 9월 9일 - 미국 샌프란시스코에서 애플의 신형 스마트폰인 아이폰 6S가 공개되었다.
- 9월 10일 - 과학자 60여 명이 참가한 국제연구팀이 새로운 인류 호모 날레디의 발견을 공식적으로 발표했다.
- 9월 17일 - 전라남도 담양군에서 담양세계대나무박람회가 개막하였다.
- 9월 19일
  - 일본의 집단적 자위권 행사를 인정하는 안전보장 관련 법안이 19일 새벽 참의원 본회의에서 통과됐다. 이로써 일본은 패전 70년만에 전쟁할 수 있는 나라가 되었다.
  - 걸그룹 소녀시대가 대한민국 가요 프로그램에서 사상 처음으로 통산 100번째 1위를 차지했다.
- 9월 22일 - 마이크로소프트에서 오피스 2016이 발표되었다.
- 9월 24일 - 부산 지하철 2호선 증산역이 개통되었다.
- 9월 28일 - 대한민국 울산과학기술대학교가 울산과학기술원(UNIST)으로 출범했다.
- 10월 1일 - 걸그룹 러블리즈가 Lovelyz8이라는 앨범으로 완전체로 컴백했다.
- 10월 2일 - 2015년 세계 군인 체육 대회가 대한민국 경상북도 문경시에서 개막하였다.
- 10월 8일 - 경상남도 산청군 동의보감촌 일원에서 2015 대한민국 산림문화 박람회가 개막하였다.
- 10월 11일 - 2015년 세계 군인 체육 대회가 대한민국 경상북도 문경시에서 폐막하였다.
- 10월 15일
  - 자가잠금(self-lock) 시스템을 장착한 서울시의 공공자전거 '따릉이'가 여의도·상암·신촌·4대문안·성수 등 시내 5개 지역에서 본격적으로 운영되다.
  - 2015 국제농업박람회가 전라남도농업기술원(나주시 산포면)에서 개막하였다.
  - 국립중앙도서관이 개관 70주년을 맞이하였다.
- 10월 16일 - 고객이 원하면 자금이체(실시간 계좌이체)의 효력을 일정 시간 늦추는 '지연이체 신청제도'가 은행권부터 시행하였다.
- 10월 17일 - FIFA U-17 월드컵이 칠레에서 개막하였다.
- 10월 18일
  - 경상남도 산청군 동의보감촌 일원에서 2015 대한민국 산림문화 박람회가 폐막하였다.
  - 서울특별시 동작구 노량진역 앞 육교가 준공된 지 35년만에 철거되었다.
- 10월 20일
  - 대한민국과 조선민주주의인민공화국의 이산가족들이 2박 3일씩 총 일주일간의 일정으로 상봉을 했다.
  - JYP 엔터테인먼트의 다국적 걸그룹이자 대한민국의 국민 걸 그룹 트와이스가 데뷔하였다.
- 10월 28일 - 국립중앙박물관 용산 이전 개관 10주년을 맞이하였다.
- 10월 30일
  - 주거래 계좌를 다른 은행으로 옮길 때 기존 계좌에 등록된 각종 공과금 카드대금, 급여 등 이체 항목을 별도의 신청 없이 새 계좌로 자동으로 옮길 수 있는 계좌이동제가 시작되었다.
- 10월 31일
  - 수도권 전철 경의·중앙선 야당역이 개통되었다.
  - 서울특별시 동작구 노량진역 환승 통로가 개통되었다.
  - KBO 리그 한국시리즈 5차전에서 두산 베어스가 삼성 라이온즈를 13대 2로 꺾고 시리즈 전적 4승 1패로 2001년 이후 14년만에 통산 4번째 우승을 달성하였다.
  - 전라남도 담양군에서 담양세계대나무박람회가 폐막하였다.
- 11월 1일 - 2015 국제농업박람회가 전라남도농업기술원(나주시 산포면)에서 폐막하였다.
- 11월 2일 - 메이저 리그 베이스볼 월드 시리즈 5차전에서 캔자스시티 로열스가 뉴욕 메츠를 꺾고 시리즈 전적 4승 1패로 1985년 이후 30년만에 통산 2번째 우승을 달성하였다.
- 11월 4일
  - 고척스카이돔 개장.
  - KBS 1TV에서 가요무대 방영 30주년을 맞이하다.
- 11월 8일 - FIFA U-17 월드컵이 칠레에서 폐막하였다.
- 11월 12일 - 2016학년도 대학수학능력시험이 시행되었다.
- 11월 13일 - 윈도우 10 출시 이후 대규모 업데이트(코드명 쓰레쉬홀드 2)가 실시되었다.
- 11월 14일 - SBS 창사 25주년
- 11월 20일 ~ 11월 21일 - 발달장애인을 위한 대회인 제 3회 전국발달장애인 자조단체대회 한국 피플퍼스트 대회가 대구광역시에서 개최되었다.
- 11월 21일 - 소녀시대가 《GIRLS' GENERATION 4th TOUR "Phantasia"》라는 타이틀로 네번째 단독콘서트를 개최하였다.
- 11월 26일 - 제36회 청룡영화상 시상식이 경희대학교 평화의 전당에서 열렸다.
- 11월 28일 - 전남동부극동방송이 개국하였다.(주파수 FM 97.5MHz) (호출부호 및 출력 : HLEI 1KW)
- 11월 29일 - 인터넷 전문은행(Direct Bank)의 첫 사업자로 KT와 우리은행의 케이뱅크, 한국투자금융지주와 카카오(Kakao) 국민은행의 한국카카오은행(이하 카카오은행) 컨소시엄이 선정됐다.
- 11월 30일 - 원음방송 텔레비전 방송 개국.
- 12월 1일 - 대한민국의 CTS라디오 라디오 방송 개국.
- 12월 2일 - 줄다리기가 유네스코 인류무형유산에 등재되었다.
- 12월 9일
  - 일본의 금성 탐사선 아카츠키(あかつき)가 금성 주변의 궤도에 진입했다.
  - 걸그룹 달샤벳 멤버 지율과 가은이 전격 탈퇴선언을 하며 4인조로 재편하였다.
- 12월 13일 - 서울역고가도로가 45년만에 폐쇄하였다.
- 12월 17일 - 스타워즈 7편 스타 워즈: 깨어난 포스가 북미에서 개봉되었다.
- 12월 19일 - 서해안고속도로 서해대교 송악 나들목 ~ 서평택 나들목 구간이 재개통되었다.
- 12월 22일 - 광주대구고속도로 (구.88올림픽고속도로) 담양 나들목 ~ 동고령 나들목 직선화 구간이 개통되었다.
- 12월 23일 - 서해안고속도로 안산 나들목 ~ 일직 분기점 구간이 개통되었다.
- 12월 24일 - 중부고속도로 남이천 나들목 구간이 개통되었다.
- 12월 29일
  - 동해고속도로 울산 분기점 ~ 남경주 나들목 구간, 동경주 나들목 ~ 남포항 나들목 구간이 개통되었다.

## 탄생
- 2월 27일 - 대한민국의 아역배우 김라온.
- 5월 2일
  - 대한민국의 가수, 아역배우 김유하.
  - 영국의 공주 웨일스 공녀 샬럿.
- 7월 23일 - 대한민국의 아역배우 서우진.
- 10월 17일 - 대한민국의 아역배우 이유주.

## 사망

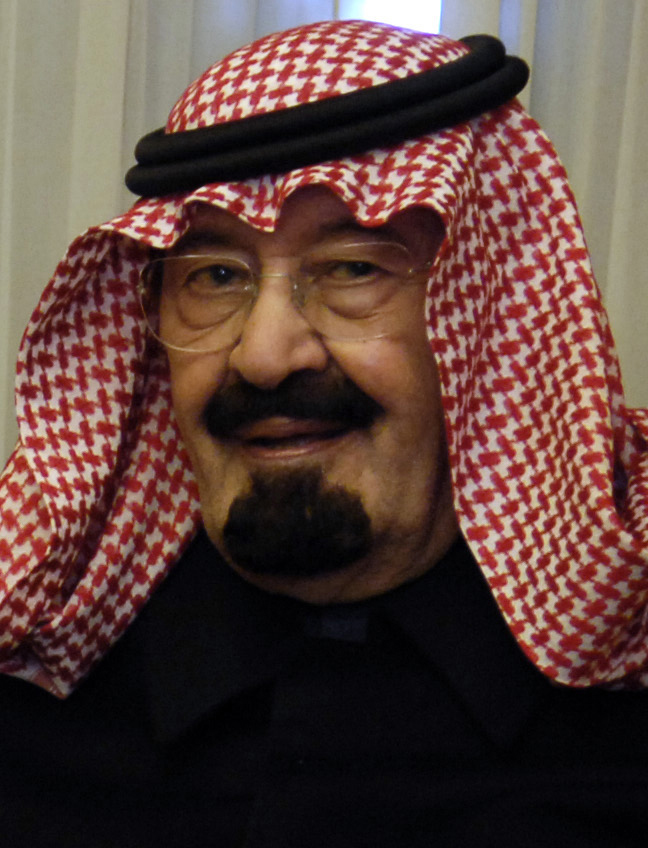
압둘라 빈 압둘아지즈 알사우드

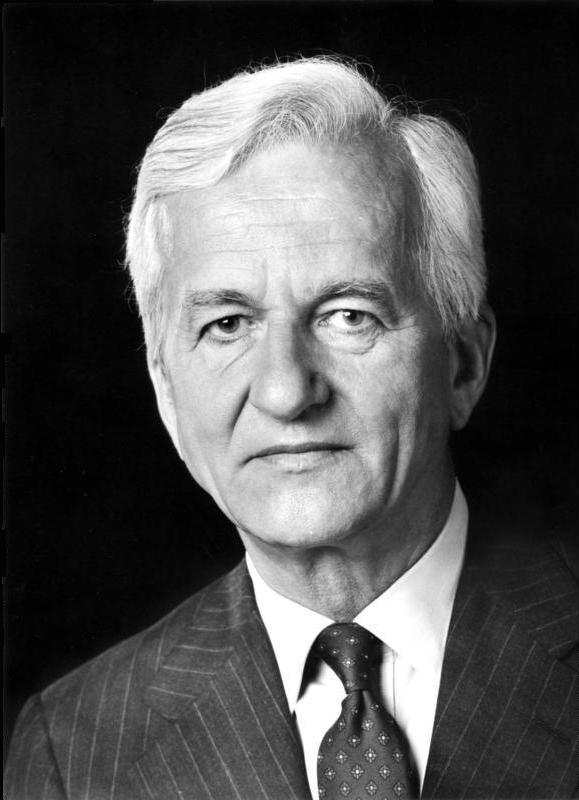
리하르트 폰 바이츠제커

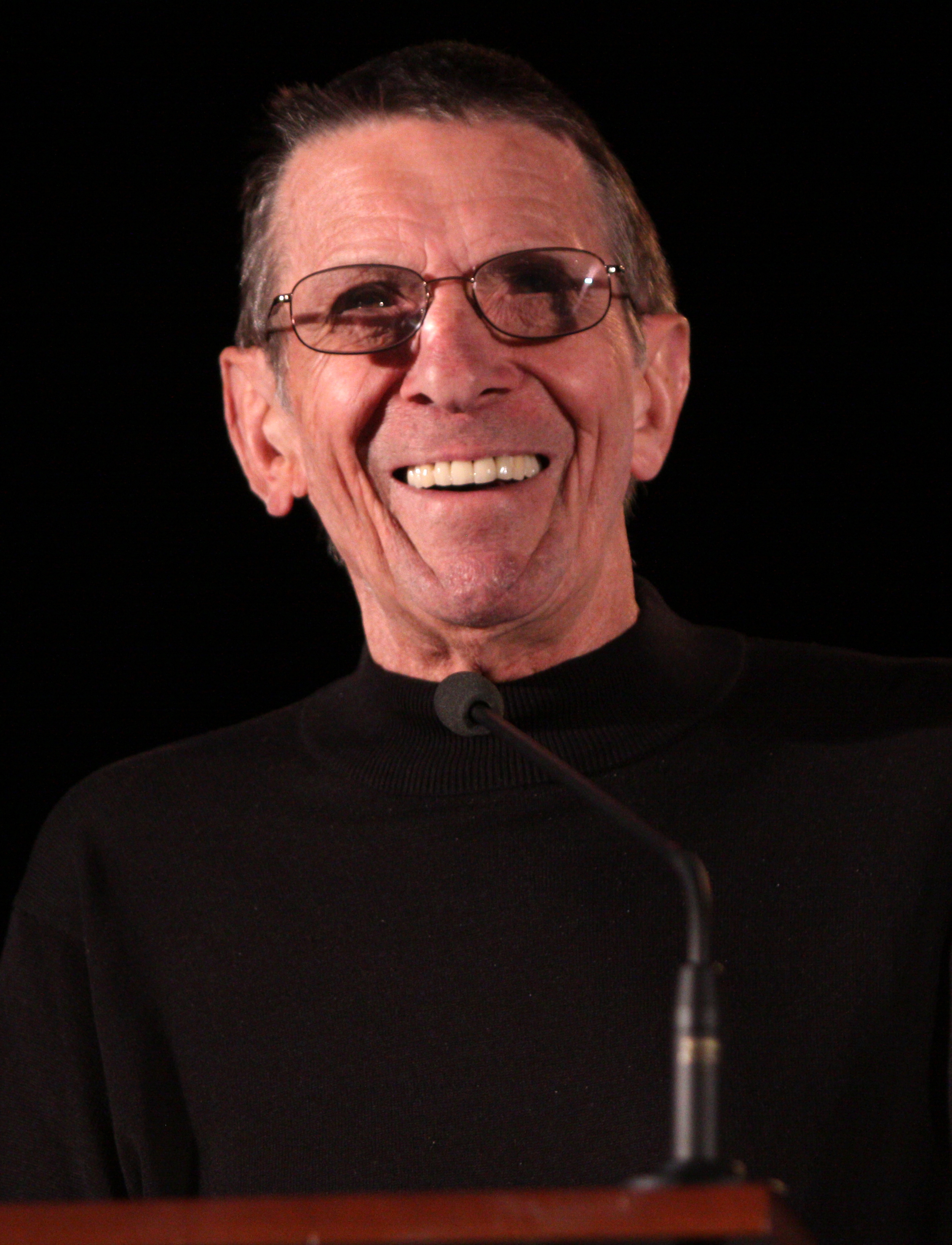
레너드 니모이

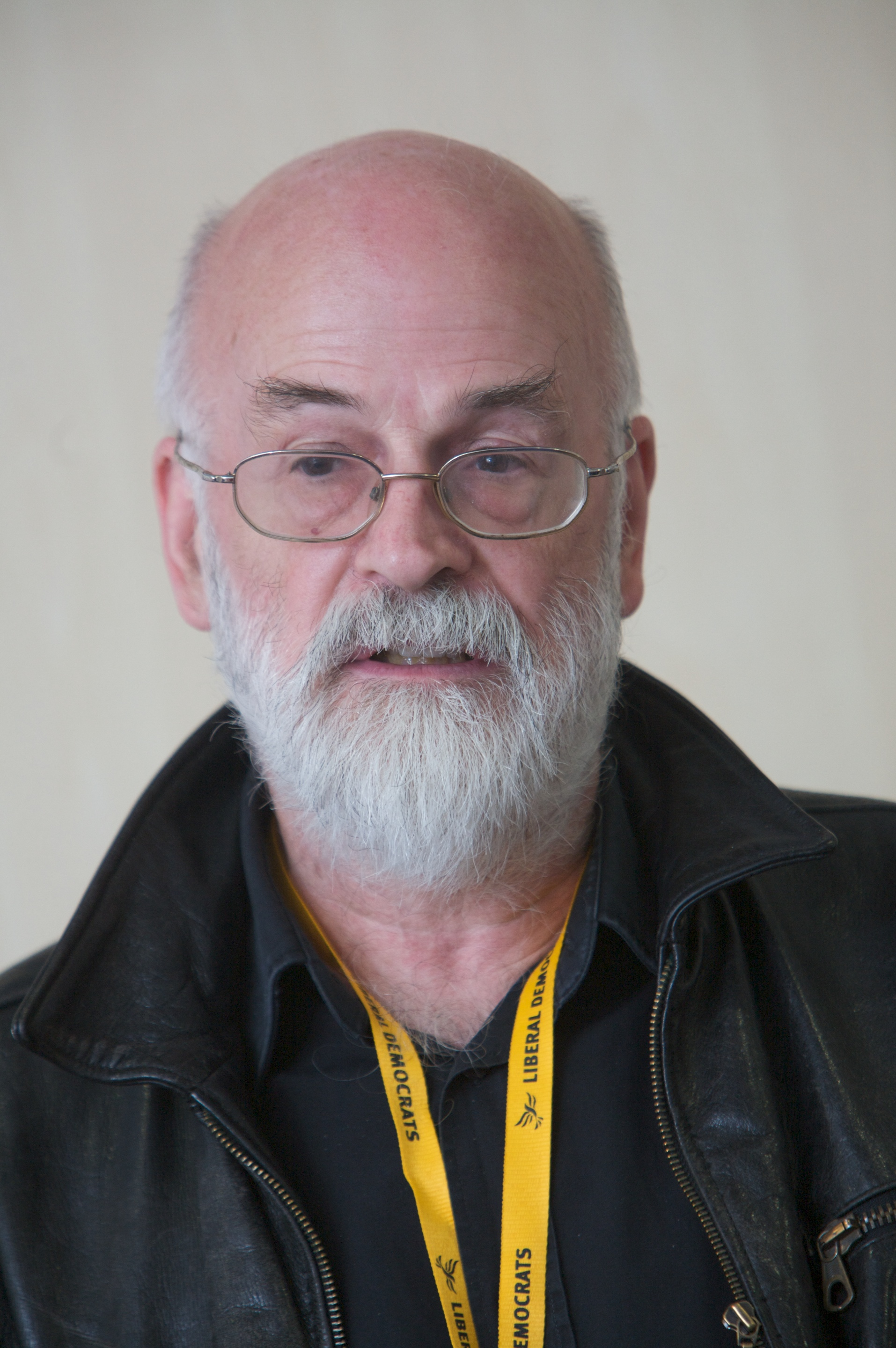
테리 프래쳇

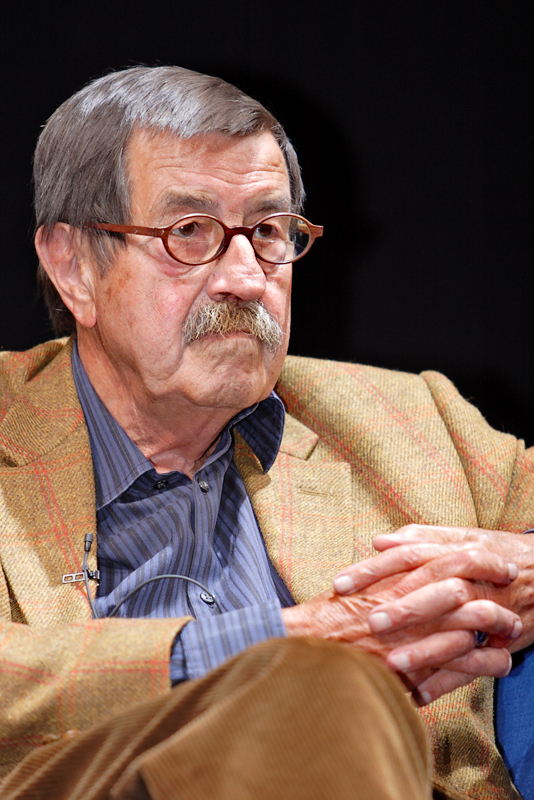
귄터 그라스

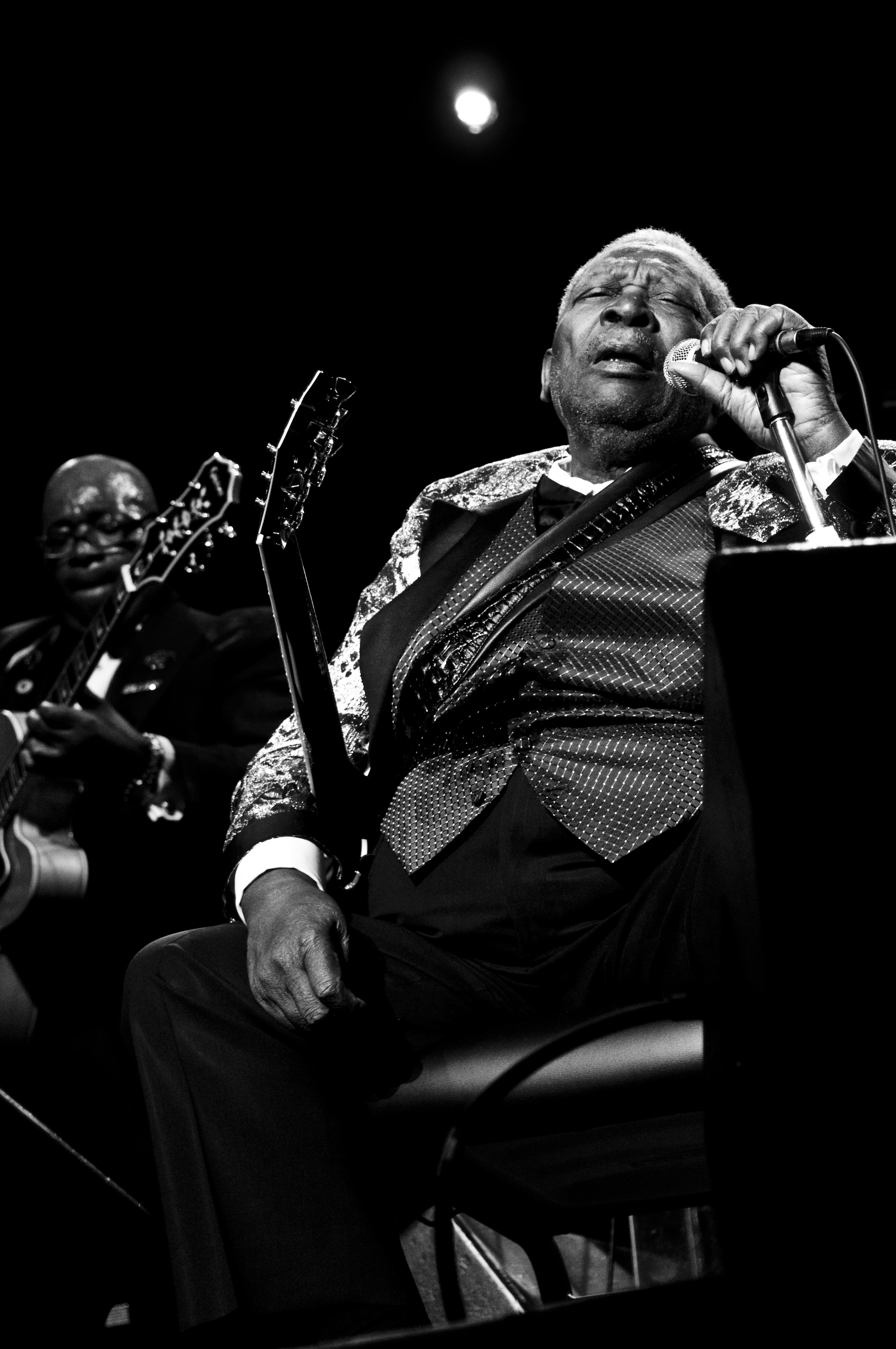
B.B. 킹

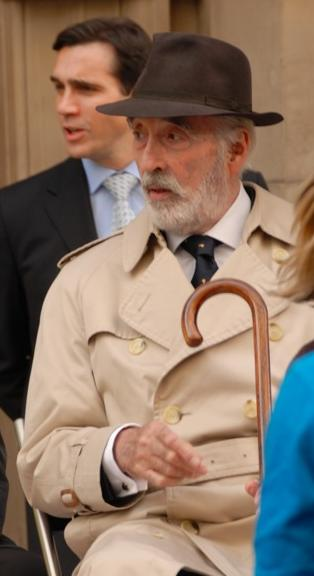
크리스토퍼 리

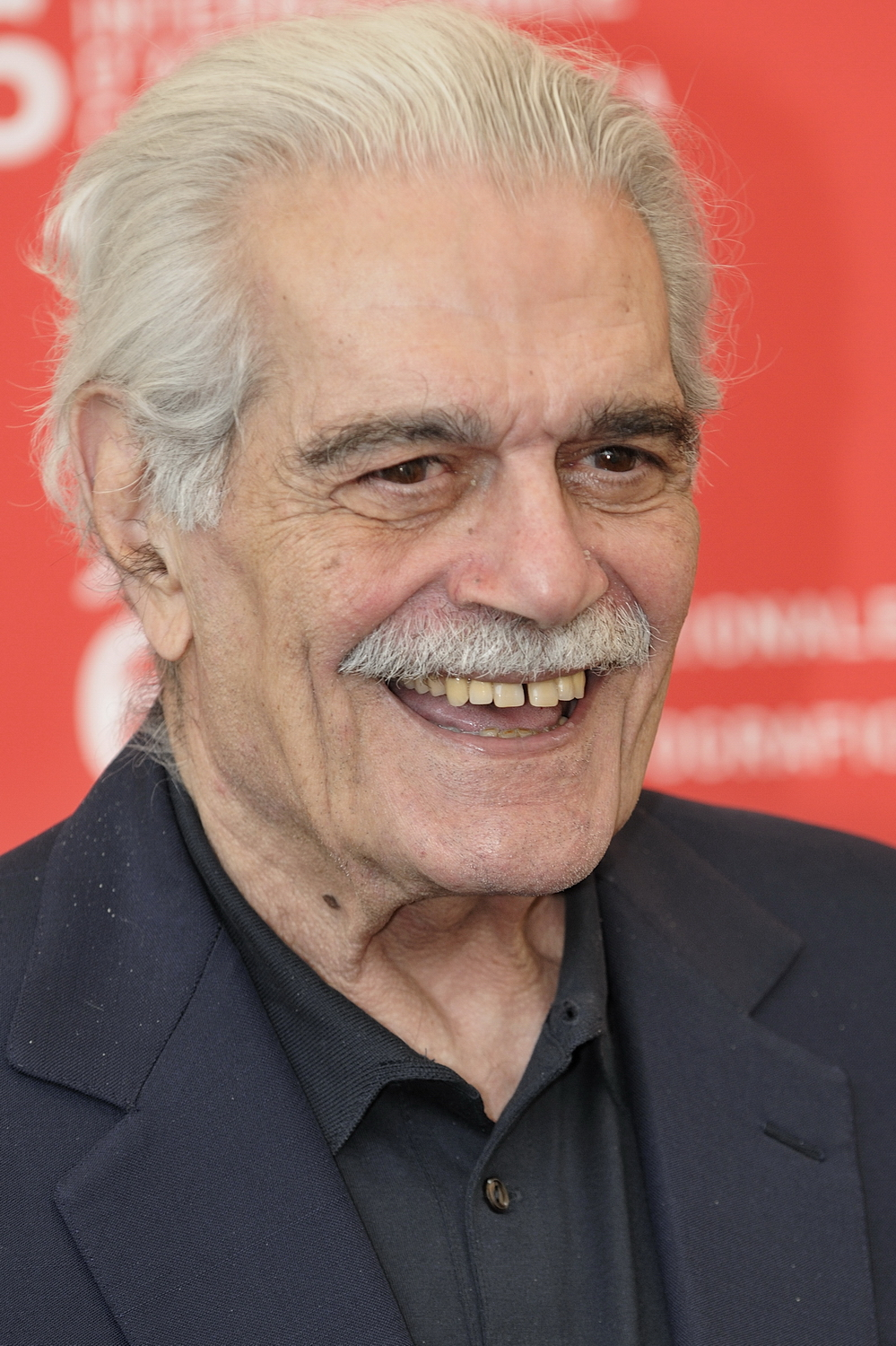
오마 샤리프

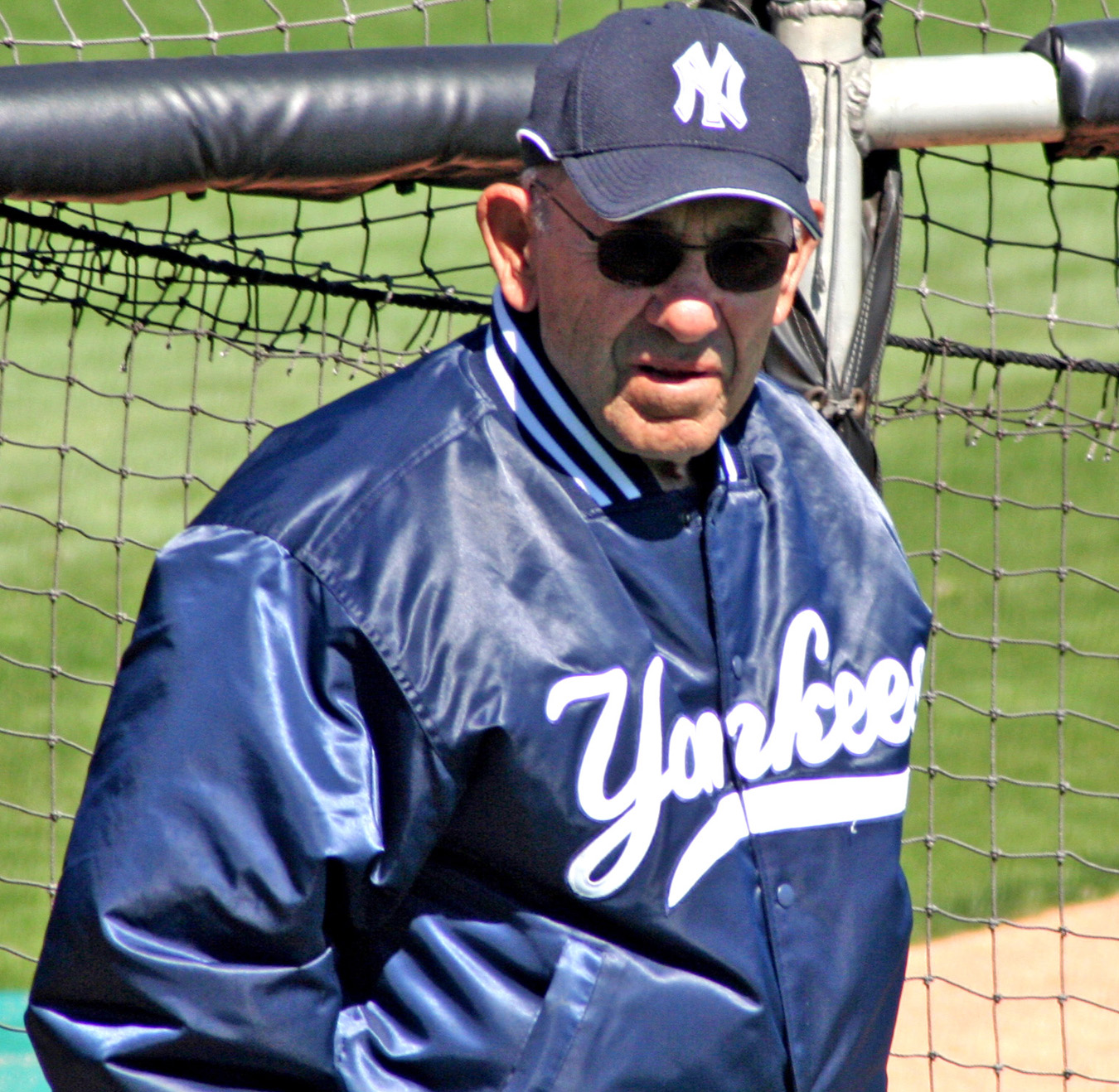
요기 베라

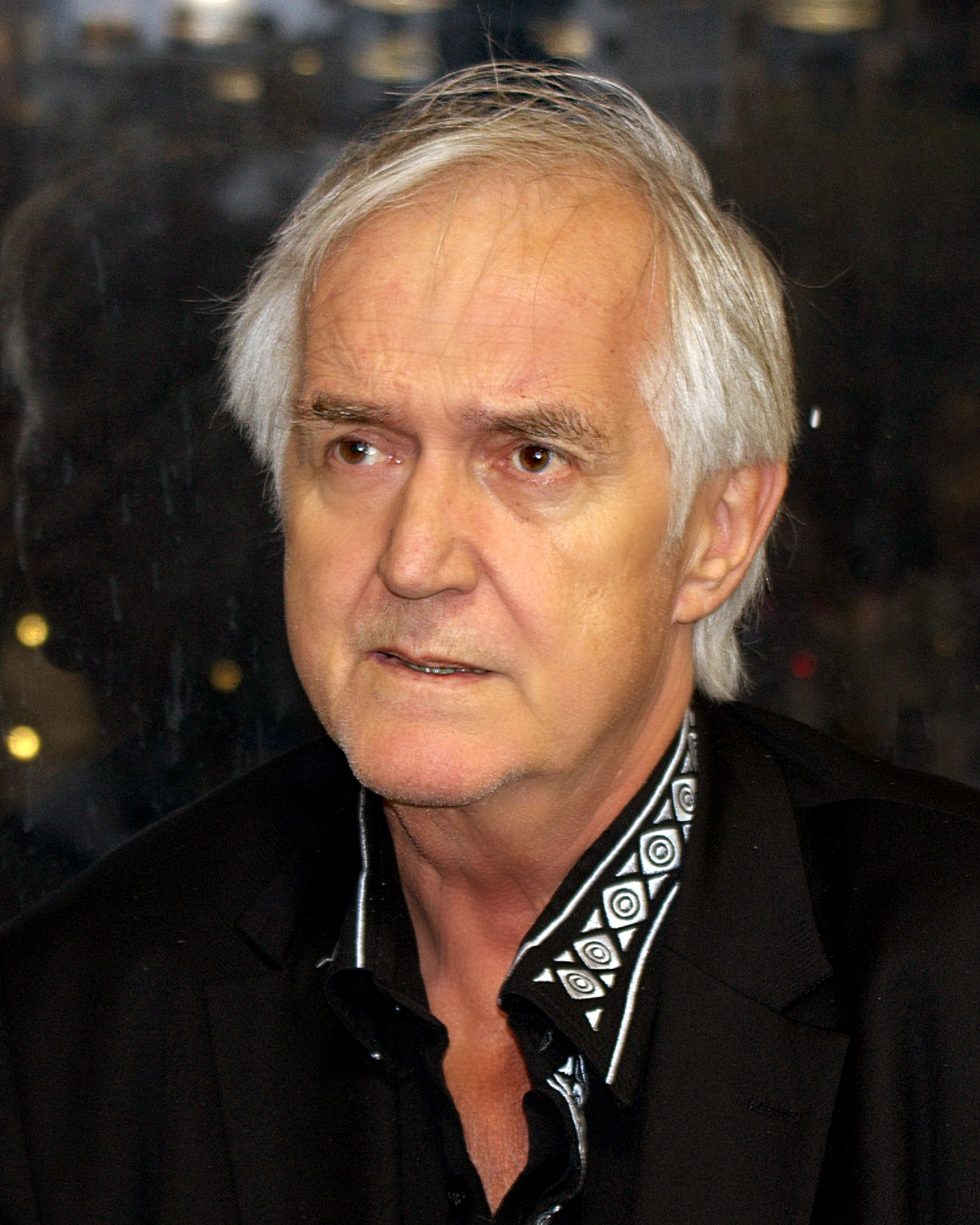
헨닝 망켈

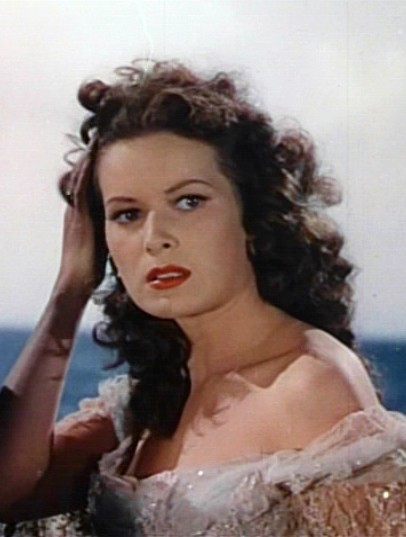
모린 오하라

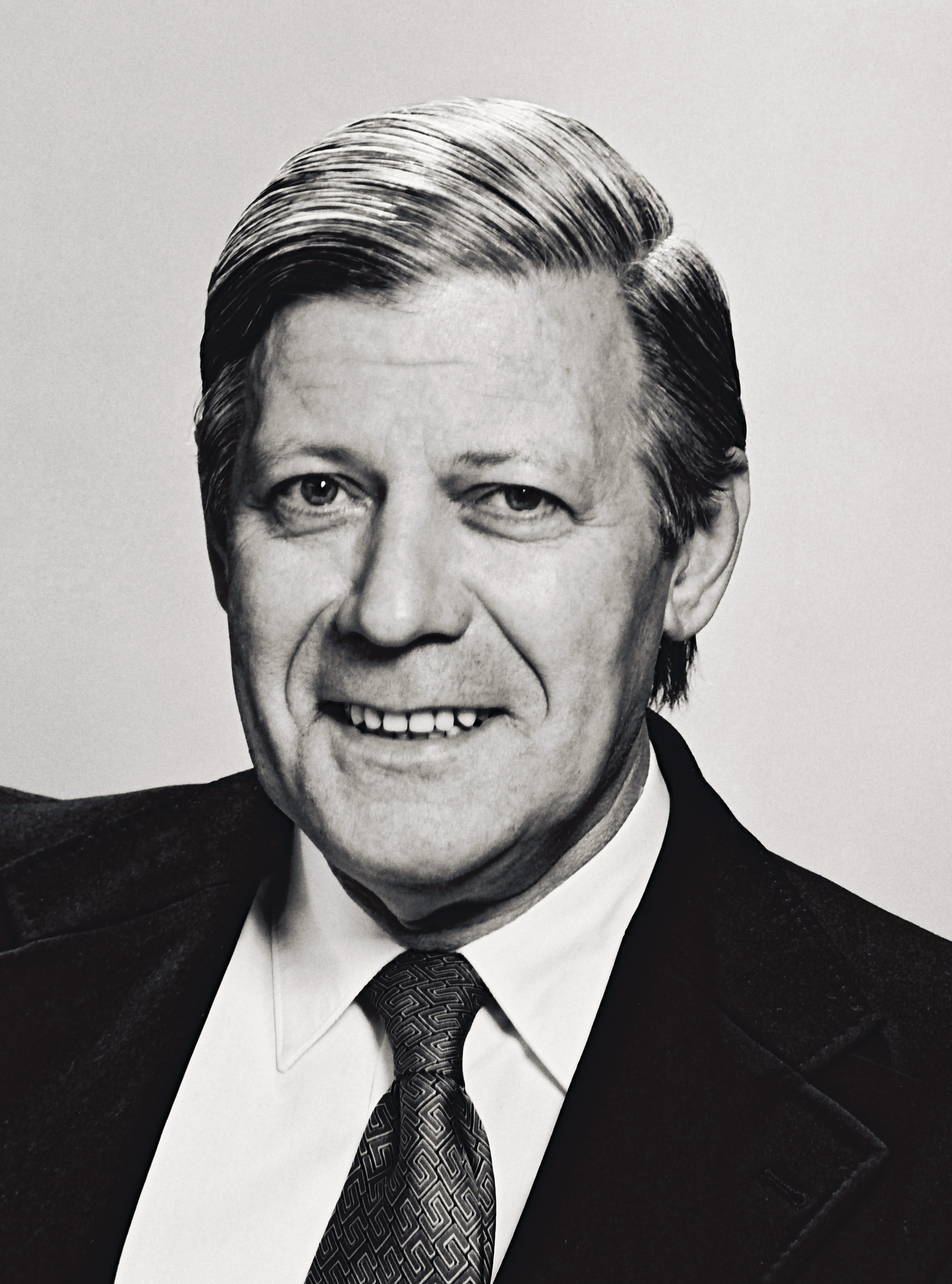
헬무트 슈미트

### 1월
- 1월 1일
  - 독일의 전 사회학자 울리히 베크. (1944년~)
  - 미국의 정치인 마리오 쿠오모. (1932년~)
- 1월 4일 - 대한민국의 군인 장성환. (1920년~)
- 1월 13일 - 미국의 군인이자 범죄자 앤드류 브래넌. (1948년~)
- 1월 16일 - 중국의 가수 야오베이나. (1981년~)
- 1월 23일 - 사우디아라비아의 국왕 압둘라 빈 압둘아지즈 알사우드. (1924년~)
- 1월 22일 - 대한민국의 기업인 안상민. (1923년~)
- 1월 24일 - 독일의 군인 오토 카리우스. (1922년~)
- 1월 25일 - 그리스의 가수 데미스 루소스. (1946년~)
- 1월 31일 - 독일의 제6대 대통령 리하르트 폰 바이츠제커. (1920년~)

### 2월
- 2월 2일 - 대한민국의 군인 장지량. (1924년~)
- 2월 6일 - 대한민국의 전 기초자치단체장이자 영화배우 이대엽. (1935년~)
- 2월 12일
  - 대한민국의 가수 이한필. (1936년~)
  - 말레이시아의 정치인 닉 압둘 아지즈 닉 맛. (1931년~)
- 2월 19일 - 대한민국의 전 정무직공무원이자 외무공무원 최호중. (1931년~)
- 2월 21일 - 대한민국의 김종필 전 국무총리 부인 박영옥. (1929년~)
- 2월 22일 - 대한민국의 당구선수 김경률. (1980년~)
- 2월 27일
  - 미국의 영화배우 레너드 니모이. (1931년~)
  - 러시아의 야권 지도자 보리스 넴초프. (1959년~)
- 2월 28일 - 튀르키예의 소설가 야샤르 케말. (1923년~)

### 3월
- 3월 3일 - 미공군(USAF) 예비역 대령, 6·25 참전용사 딘 헤스. (1917년~)
- 3월 12일 - 영국의 소설가, 디스크월드의 작가 테리 프래쳇. (1948년~)
- 3월 13일 - 대한민국의 동요 작곡가 권길상. (1927년~)
- 3월 20일 - 오스트레일리아의 자유당 소속 정치인, 전 총리 맬컴 프레이저. (1930년~)
- 3월 23일
  - 싱가포르의 정치인이자 초대 총리, 인민 행동당의 총재 리콴유. (1923년~)
  - 이라크의 축구선수 마흐디 압둘자흐라. (1996년~)
- 3월 26일 - 미국의 배우 J. 캐런 토머스. (1965년~)
- 3월 31일 - 대한민국의 배우 박병선. (1968년~)

### 4월
- 4월 2일 - 포르투갈의 영화감독 마노엘 드 올리베이라. (1908년~)
- 4월 5일 - 대한민국의 작곡가 안병원. (1926년~)
- 4월 7일
  - 미국의 배우 제프리 루이스. (1935년~)
  - 도미니카 공화국의 전 야구선수 호세 카페얀. (1981년~)
- 4월 9일 - 대한민국의 기업인이자 국회의원 성완종. (1951년~)
- 4월 13일 - 독일의 작가 귄터 그라스. (1927년~)
- 4월 22일 - 미국의 초백세인 도로시 커스터. (1938년~)
- 4월 30일 - 미국의 가수 벤 E. 킹. (1923년~)

### 5월
- 5월 9일 - 튀르키예의 제7대 대통령 케난 에브렌. (1917년~)
- 5월 10일 - 조선민주주의인민공화국의 군인 겸 정치인 김격식. (1938년~)
- 5월 12일 - 독일의 사학자이자 대학교수 피터 게이. (1923년~)
- 5월 14일 - 미국의 기타리스트 B.B. 킹. (1925년~)
- 5월 21일 - 대한민국의 기업인이자 사회기관 단체인 정석규. (1929년~)
- 5월 22일 - 대한민국의 성우 오세홍. (1951년~)
- 5월 23일 - 미국의 수학자이자 노벨 경제학상 수상자 존 포브스 내시. (1928년~)

### 6월
- 6월 7일
  - 대한민국의 축구선수 정용환. (1960년~)
  - 영국의 배우 크리스토퍼 리. (1922년~)
- 6월 9일 - 독일의 작곡가 제임스 라스트. (1929년~)
- 6월 11일 - 미국의 프로레슬링선수 더스티 로즈. (1945년~)
- 6월 14일 - 중화인민공화국의 정치가 차오스. (1924년~)
- 6월 17일 - 터키의 제9대 대통령 쉴레이만 데미렐. (1924년~)
- 6월 22일 - 미국의 작곡가 제임스 호너. (1953년~)
- 6월 24일 - 미국의 군인 안수산. (1915년~)
- 6월 26일
  - 대한민국의 영화배우 진도희. (1949년~)
  - 러시아의 정치인 예브게니 프리마코프. (1929년~)

### 7월
- 7월 4일 - 대한민국의 배우 한경선. (1963년~)
- 7월 5일 - 일본계 미국인 물리학자 난부 요이치로. (1921년~)
- 7월 9일 - 대한민국의 팝 칼럼니스트 김광한. (1946년~)
- 7월 10일 - 이집트의 배우 오마 샤리프. (1932년~)
- 7월 11일 - 일본의 기업인 이와타 사토루. (1959년~)
- 7월 17일 - 프랑스의 자동차 경주 선수 쥘 비앙키. (1989년~)
- 7월 21일 - 조선민주주의인민공화국의 정치인 강능수. (1930년~)
- 7월 23일
  - 미국의 교수 돈 오버도퍼. (1931년~)
  - 일본의 작가 구보타 시게코. (1937년~)
- 7월 31일
  - 대한민국의 경제학자 김수행. (1942년~)
  - 캐나다의 프로레슬링선수 로디 파이퍼. (1954년~)

### 8월
- 8월 4일 - 대한민국의 전 국회의원 박상천. (1938년~)
- 8월 6일 - 대한민국의 동양화가 천경자. (1924년~)
- 8월 7일 - 대한민국의 국악인 이매방. (1925년~)
- 8월 14일 - 대한민국의 기업인 이맹희. (1931년~)
- 8월 17일 - 헝가리의 추기경 퍼슈커이 라슬로. (1927년~)
- 8월 25일 - 대한민국의 배우 김상순. (1937년~)
- 8월 30일 - 미국의 영화감독 웨스 크레이븐. (1937년~)
- 8월 31일 - 대한민국의 개그맨 남성남. (1931년~)

### 9월
- 9월 2일 - 시리아 출신 쿠르드계 어린이 난민 알란 쿠르디. (2012년~)
- 9월 5일 - 일본의 영화배우 하라 세츠코. (1920년~)
- 9월 13일 - 미국의 농구선수 모제스 말론. (1955년~)
- 9월 17일 - 독일의 축구감독 데트마어 크라머. (1925년~)
- 9월 18일 - 대한민국의 배우 김화란. (1963년~)
- 9월 19일 - 미국의 작가 재키 콜린스. (1937년~)
- 9월 22일 - 미국의 야구선수 요기 베라. (1925년~)
- 9월 24일 - 일본의 가수이자 영화배우 카와시마 나오미. (1960년~)
- 9월 25일 - 대한민국의 시인 문병란. (1935년~)

### 10월
- 10월 3일 - 영국의 정치인 데니스 힐리. (1917년~)
- 10월 10일 - 미국의 화학자, 노벨 화학상 수상자 리처드 F. 헥. (1931년~)
- 10월 14일 - 베냉의 군인이자 대통령 마티외 케레쿠. (1933년~)
- 10월 24일 - 아일랜드의 배우 모린 오하라. (1920년~)
- 10월 27일
  - 대한민국의 가수 김현지. (1985년~)
  - 일본의 성우 마츠키 미유. (1977년~)

### 11월
- 11월 1일 - 미국의 영화배우 프레드 톰프슨. (1942년~)
- 11월 7일
  - 대한민국의 정치인 유수호. (1931년~)
  - 대한민국의 목회자 노윤석. (1924년~)
- 11월 9일 - 미국의 야구선수 토미 핸슨. (1986년~)
- 11월 10일 - 독일의 정치인이자 전 총리 헬무트 슈미트. (1918년~)
- 11월 19일 - 대한민국의 영화배우 김혜정. (1941년~)
- 11월 22일 - 대한민국의 제14대 대통령 김영삼. (1927년~)
- 11월 24일 - 대한민국의 정치인 신건. (1941년~)
- 11월 30일
  - 대한민국의 육상선수 서말구. (1955년~)
  - 대한민국의 군인 박원석. (1923년~)

일본의 만화가 미즈키 시게루 (1922년)

### 12월
- 12월 3일 - 미국의 가수 스콧 와일랜드. (1967년~)
- 12월 6일 - 대한민국의 국회의원이자 목회자 장성만. (1932년~)
- 12월 9일 - 일본의 소설가 노사카 아키유키. (1930년~)
- 12월 12일 - 미국의 정치학자 베네딕트 앤더슨. (1938년~)
- 12월 14일 - 대한민국의 정치인 이만섭. (1932년~)
- 12월 19일 - 독일의 지휘자 쿠르트 마주어. (1927년~)
- 12월 28일 - 영국의 가수 레미 킬미스터. (1945년~)
- 12월 29일 - 조선민주주의인민공화국의 정치인 김양건. (1942년~)
- 12월 31일 - 미국의 가수 내털리 콜. (1950년~)

## 노벨상
- 경제학상: 앵거스 디턴
- 문학상: 스베틀라나 알렉시예비치
- 물리학상: 가지타 다카아키, 아서 B. 맥도널드
- 생리학 및 의학상: 윌리엄 C. 캠벨, 오무라 사토시, 투유유
- 평화상: 튀니지 국민 4자 대화 기구
- 화학상: 폴 L. 모드리치; 린달, 산카르

## 달력
| 1월 |    |    |    |    |    |    |
| 일  | 월 | 화 | 수 | 목 | 금 | 토 |
|     |    |    |    | 1  | 2  | 3  |
| 4   | 5  | 6  | 7  | 8  | 9  | 10 |
| 11  | 12 | 13 | 14 | 15 | 16 | 17 |
| 18  | 19 | 20 | 21 | 22 | 23 | 24 |
| 25  | 26 | 27 | 28 | 29 | 30 | 31 |

| 2월 |    |    |    |    |    |    |
| 일  | 월 | 화 | 수 | 목 | 금 | 토 |
| 1   | 2  | 3  | 4  | 5  | 6  | 7  |
| 8   | 9  | 10 | 11 | 12 | 13 | 14 |
| 15  | 16 | 17 | 18 | 19 | 20 | 21 |
| 22  | 23 | 24 | 25 | 26 | 27 | 28 |

| 3월 |    |    |    |    |    |    |
| 일  | 월 | 화 | 수 | 목 | 금 | 토 |
| 1   | 2  | 3  | 4  | 5  | 6  | 7  |
| 8   | 9  | 10 | 11 | 12 | 13 | 14 |
| 15  | 16 | 17 | 18 | 19 | 20 | 21 |
| 22  | 23 | 24 | 25 | 26 | 27 | 28 |
| 29  | 30 | 31 |    |    |    |    |

| 4월 |    |    |    |    |    |    |
| 일  | 월 | 화 | 수 | 목 | 금 | 토 |
|     |    |    | 1  | 2  | 3  | 4  |
| 5   | 6  | 7  | 8  | 9  | 10 | 11 |
| 12  | 13 | 14 | 15 | 16 | 17 | 18 |
| 19  | 20 | 21 | 22 | 23 | 24 | 25 |
| 26  | 27 | 28 | 29 | 30 |    |    |

| 5월 |    |    |    |    |    |    |
| 일  | 월 | 화 | 수 | 목 | 금 | 토 |
|     |    |    |    |    | 1  | 2  |
| 3   | 4  | 5  | 6  | 7  | 8  | 9  |
| 10  | 11 | 12 | 13 | 14 | 15 | 16 |
| 17  | 18 | 19 | 20 | 21 | 22 | 23 |
| 24  | 25 | 26 | 27 | 28 | 29 | 30 |
| 31  |    |    |    |    |    |    |

| 6월 |    |    |    |    |    |    |
| 일  | 월 | 화 | 수 | 목 | 금 | 토 |
|     | 1  | 2  | 3  | 4  | 5  | 6  |
| 7   | 8  | 9  | 10 | 11 | 12 | 13 |
| 14  | 15 | 16 | 17 | 18 | 19 | 20 |
| 21  | 22 | 23 | 24 | 25 | 26 | 27 |
| 28  | 29 | 30 |    |    |    |    |

| 7월 |    |    |    |    |    |    |
| 일  | 월 | 화 | 수 | 목 | 금 | 토 |
|     |    |    | 1  | 2  | 3  | 4  |
| 5   | 6  | 7  | 8  | 9  | 10 | 11 |
| 12  | 13 | 14 | 15 | 16 | 17 | 18 |
| 19  | 20 | 21 | 22 | 23 | 24 | 25 |
| 26  | 27 | 28 | 29 | 30 | 31 |    |

| 8월 |    |    |    |    |    |    |
| 일  | 월 | 화 | 수 | 목 | 금 | 토 |
|     |    |    |    |    |    | 1  |
| 2   | 3  | 4  | 5  | 6  | 7  | 8  |
| 9   | 10 | 11 | 12 | 13 | 14 | 15 |
| 16  | 17 | 18 | 19 | 20 | 21 | 22 |
| 23  | 24 | 25 | 26 | 27 | 28 | 29 |
| 30  | 31 |    |    |    |    |    |

| 9월 |    |    |    |    |    |    |
| 일  | 월 | 화 | 수 | 목 | 금 | 토 |
|     |    | 1  | 2  | 3  | 4  | 5  |
| 6   | 7  | 8  | 9  | 10 | 11 | 12 |
| 13  | 14 | 15 | 16 | 17 | 18 | 19 |
| 20  | 21 | 22 | 23 | 24 | 25 | 26 |
| 27  | 28 | 29 | 30 |    |    |    |

| 10월 |    |    |    |    |    |    |
| 일   | 월 | 화 | 수 | 목 | 금 | 토 |
|      |    |    |    | 1  | 2  | 3  |
| 4    | 5  | 6  | 7  | 8  | 9  | 10 |
| 11   | 12 | 13 | 14 | 15 | 16 | 17 |
| 18   | 19 | 20 | 21 | 22 | 23 | 24 |
| 25   | 26 | 27 | 28 | 29 | 30 | 31 |

| 11월 |    |    |    |    |    |    |
| 일   | 월 | 화 | 수 | 목 | 금 | 토 |
| 1    | 2  | 3  | 4  | 5  | 6  | 7  |
| 8    | 9  | 10 | 11 | 12 | 13 | 14 |
| 15   | 16 | 17 | 18 | 19 | 20 | 21 |
| 22   | 23 | 24 | 25 | 26 | 27 | 28 |
| 29   | 30 |    |    |    |    |    |

| 12월 |    |    |    |    |    |    |
| 일   | 월 | 화 | 수 | 목 | 금 | 토 |
|      |    | 1  | 2  | 3  | 4  | 5  |
| 6    | 7  | 8  | 9  | 10 | 11 | 12 |
| 13   | 14 | 15 | 16 | 17 | 18 | 19 |
| 20   | 21 | 22 | 23 | 24 | 25 | 26 |
| 27   | 28 | 29 | 30 | 31 |    |    |

### 음양력 대조 일람
| 음력월 | 월건 | 대소 | 음력 1일의 양력 월일 | 음력 1일 간지 |
| ------ | ---- | ---- | -------------------- | ------------- |
| 1월    | 무인 | 소   | 2월 19일             | 병인          |
| 2월    | 기묘 | 대   | 3월 20일             | 을미          |
| 3월    | 경진 | 소   | 4월 19일             | 을축          |
| 4월    | 신사 | 소   | 5월 18일             | 갑오          |
| 5월    | 임오 | 대   | 6월 16일             | 계해          |
| 6월    | 계미 | 소   | 7월 16일             | 계사          |
| 7월    | 갑신 | 대   | 8월 14일             | 임술          |
| 8월    | 을유 | 대   | 9월 13일             | 임진          |
| 9월    | 병술 | 대   | 10월 13일            | 임술          |
| 10월   | 정해 | 소   | 11월 12일            | 임진          |
| 11월   | 무자 | 대   | 12월 11일            | 신유          |
| 12월   | 기축 | 소   | 2016년 1월 10일      | 신묘          |

### 연휴
- 1월 1일 (목) ~ 1월 4일 (일) - 새해 첫날 징검다리 연휴 (4일)
- 2월 18일 (목) ~ 2월 22일 (일) - 설날 연휴 (5일)
- 5월 1일 (금) ~ 5월 5일 (화) - 노동절·어린이날 징검다리 연휴 (5일)
- 5월 23일 (토) ~ 5월 25일 (월) - 부처님 오신 날 연휴 (3일)
- 8월 14일 (금) ~ 8월 16일 (월) - 광복절 연휴 (3일)
- 9월 26일 (토) ~ 9월 29일 (화) - 추석 연휴 (4일)
- 10월 9일 (금) ~ 10월 11일 (일) - 한글날 연휴 (3일)
- 12월 25일 (금) ~ 12월 27일 (일) - 크리스마스 연휴 (3일)